# Todtenhausen (Minden)
Todtenhausen ist ein Stadtteil von Minden im Kreis Minden-Lübbecke im Nordosten des Bundeslandes Nordrhein-Westfalen.

## Geographie
Der Ort liegt nördlich der Mindener Kernstadt. Im Osten grenzt Todtenhausen an die Weser, im Norden an die Kernstadt von Petershagen und den Petershagener Stadtteil Südfelde sowie im Westen an die Mindener Stadtteile Kutenhausen und Stemmer. Todtenhausen ist eine Streusiedlung. Als Mittelpunkt des Ortsteiles kann man den Bereich um die Schule und den Friedhof bezeichnen. Der höchste Geländepunkt befindet sich mit rd. 62 m über NN am Thorn im Bereich der Bundesstraße 61.

## Geschichte

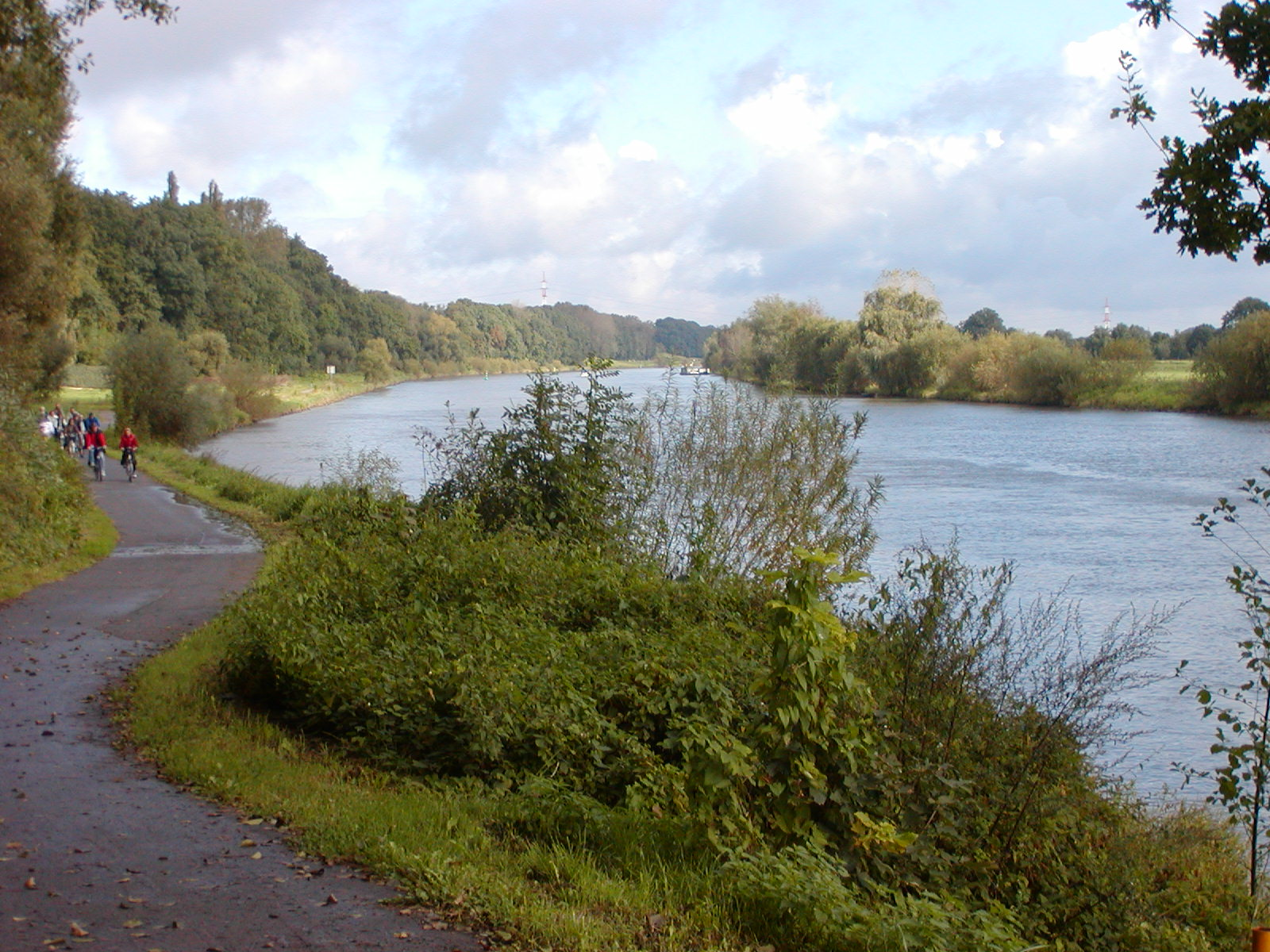
Radweg an der Weser

Um 1000 sind Siedlungen an der Haselbeeke und am Wallfahrtsteich geschichtlich nachzuweisen. 1028 wird Todtenhausen erstmals urkundlich als „Dodanhasun“ erwähnt. Todtenhausen gehörte zum Bistum Minden. Ein im Jahre 1009 von Bischof Milo auf dem Wedeginberge gegründetes Kloster soll unter Bischof Ramward nach Todtenhausen verlegt worden sein (Ortsteil: Im Kloster). Während des Dreißigjährigen Krieges hatte Todtenhausen unter den Kriegswirren sehr zu leiden. 1630 trat Minden und damit auch Todtenhausen zur evangelischen Lehre über.
1649 kam die „Bauerschaft Todtenhausen“ zu Brandenburg-Preußen (Huldigung des Großen Kurfürsten im Jahre 1650 im Schloss zu Petershagen). Die 1682 bestehenden 41 Höfe wurden nach der Höhe ihrer Ablieferungspflicht fortlaufend nummeriert. Daraus entstanden die ersten Hausnummern. Todtenhausen gehörte bis zu den Napoleonischen Kriegen zur Vogtei Hofmeister im Amt Petershagen des Fürstentums Minden und war dem Schloss zu Petershagen gegenüber spanndienstpflichtig (1733).

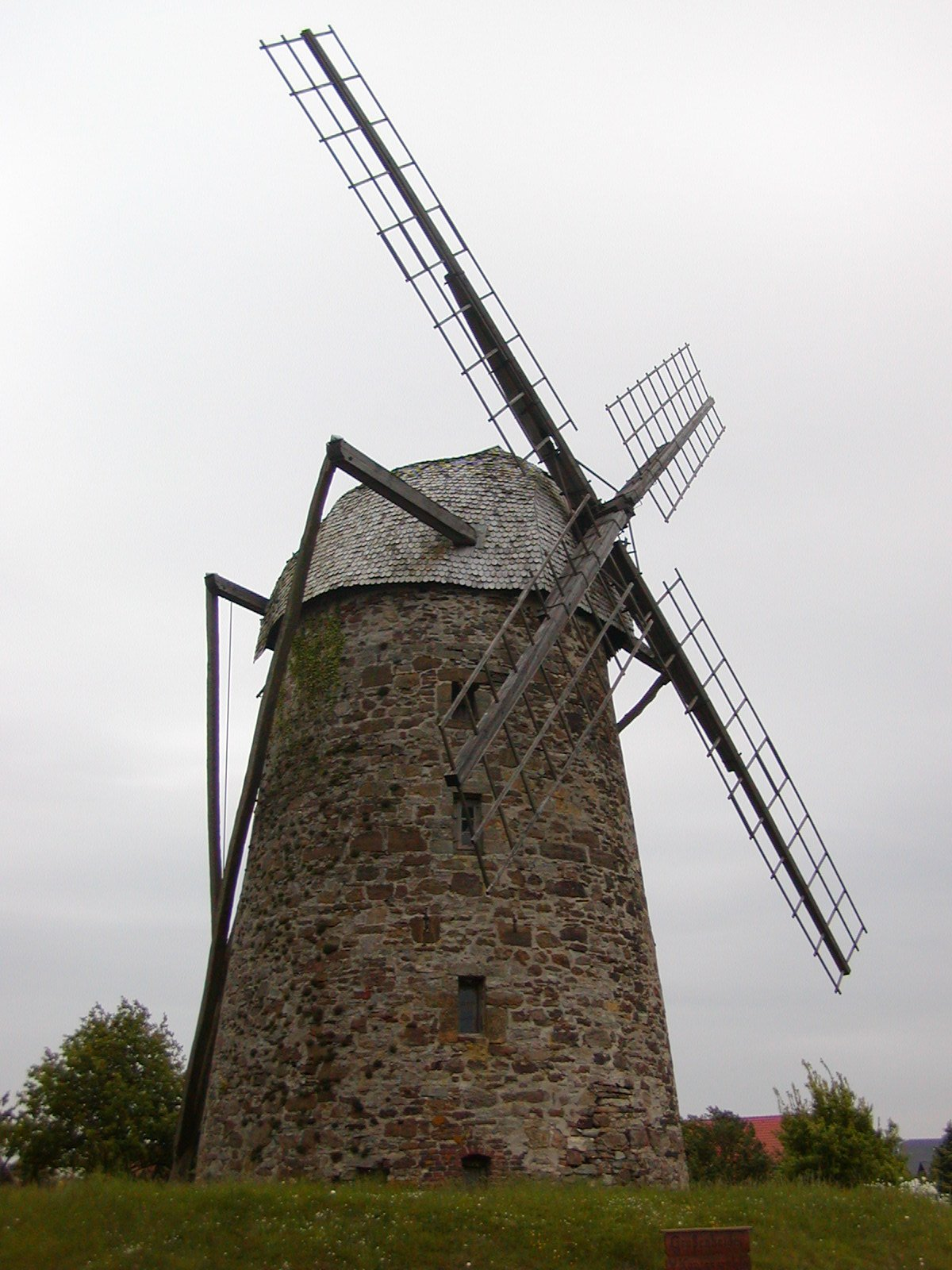
Großenheider Königsmühle

Um 1733 wurde die Großenheider Windmühle für die Bauerschaften Todtenhausen, Kutenhausen, Stemmer und Südfelde gebaut. Am 1. August 1759 fand bei Todtenhausen die Schlacht bei Minden des Siebenjährigen Krieges statt.
Von 1807 bis 1810 gehörte der Ort zum Kanton Petershagen des napoleonischen Satellitenstaats Königreich Westphalen. Von 1811 bis 1813 gehörte Todtenhausen unmittelbar zu Frankreich und war dort Sitz einer Mairie (Bürgermeisterei) im Arrondissement Minden des Departements der Oberen Ems. Der Ort fiel 1813 wieder an Preußen und kam 1816 zum neuen Kreis Minden. Im Kreis Minden gehörte Todtenhausen zum Amt Petershagen.
Nachdem Todtenhausen wieder unter preußische Verwaltung gekommen war, musste auch der Zehnte nachgezahlt werden. Eine große Verarmung war die Folge. Die Zehntpflicht wurde erst im Jahre 1845 aufgehoben. 
Anlässlich der Jahrhundertfeier wurde 1859 das Denkmal zur Erinnerung an die geweiht. Jährlich werden am 1. August von den Vertretern der Traditionsregimenter (insbesondere der englischen) und Vertretern der Stadt Minden am Denkmal Kränze niedergelegt. Der 1. August 1959 (200-Jahr-Feier) wurde besonders festlich begangen. Während der Franzosenherrschaft wurden die Leibeigenschaft und die Zehntpflicht aufgehoben. Als aber andere erdrückende Abgaben und Einschränkungen eingeführt wurden, gab es in Todtenhausen einen Bauernaufstand gegen die franz. Besatzung. Der Lehrer Franz sollte standrechtlich erschossen werden, weil er das Sturmläuten nicht verhindert hatte, und das Dorf sollte abgebrannt werden. Auf Fürbitte beim Oberpräfekten in Osnabrück wurde das strenge Urteil aufgehoben und die Einwohner mit schweren Abgaben und Einquartierung bestraft.
1924 wurde in einer Gemeindeversammlung der Beschluss gefasst, eine Freiwillige Feuerwehr aufzustellen. Von den Teilnehmern der Gemeindeversammlung traten 48 der neuen Feuerwehr bei. Der Landwirt Friedrich Klöpper Nr. 10 wurde zum ersten Brandmeister gewählt. Die erste Löschgruppe war entstanden. 1926 wurde der Musikzug gegründet. Der Amtsverband Petershagen der Feuerwehren wurde 1927 errichtet. Das erste Amtsverbandsfest fand in Todtenhausen statt. Dies war auch Anlass für den ersten öffentlichen Auftritt des Musikzuges. Im Jahre 1928 wurde das Feuerwehrhaus errichtet.
Die Kommunalwahl im Jahre 1924 ergab 434 Stimmen für die SPD, 416 Stimmen für den Bürgerblock und 39 Stimmen für die KPD. Die errungene Mehrheit hätte das Ergebnis haben müssen, dass die SPD den Bürgermeister stellte. Da aber der vor der Wahl amtierende Bürgermeister seine Stimme der bürgerlichen Seite gab, ging die SPD-Mehrheit verloren. Durch eine Gesetzesänderung wurde dem alten Bürgermeister das Wahlrecht entzogen. In Todtenhausen musste ein zweiter Wahlgang erfolgen. In diesem Wahlgang wurde Fritz Schwier zum Bürgermeister gewählt. 1929 wurde auf dem neuhergerichteten Friedhof die Friedhofskapelle eingeweiht. 1933 starb der Bürgermeister Fritz Schwier, seinem Nachfolger Fritz Harke wurde das Bürgermeisteramt aberkannt. Er musste alle Unterlagen für die Gemeindearbeit seinem Nachfolger Christian Gieseking (NSDAP) übergeben.
Am 11. Januar 1944 stürzte ein amerikanischer Bomber vom Typ B-17 im Gebiet von Todtenhausen, in der Nähe des „Torfweges / Ecke Düpenhöhe“ im Ortsteil Amerkamp, ab und explodierte beim Aufprall. Der Landwirt Friedrich Kruse, der sich in der Nähe der Absturzstelle aufhielt, erlitt dabei schwere Brandverletzungen, die behandelt werden mussten. Zuvor konnten sich alle Besatzungsmitglieder rechtzeitig mit den Fallschirmen retten. Alle überleben den Absturz, werden aber Kriegsgefangene. Dem Absturz wurde in der Schulchronik fälschlicherweise eine britische Maschine zugeordnet. Ein im Jahre 2019 zufällig von dem lizenzierten Sondengänger Alexander Fetzko auf der Absturzstelle entdecktes Hinweisschild und dadurch losgetretene Recherchen einer Arbeitsgruppe der Gesellschaft zur Förderung der Bodendenkmalpflege im Kreis Minden-Lübbecke e. V. ergaben, dass an der Stelle vermutlich die „Fertile Myrtle“, vom Flugzeugtyp B-17 F-80-BO mit der Kennung VP Z und der Seriennummer 42-29999 abstürzte. Als belegt gilt laut dem Forscherteam -welches von dem Historiker Uwe Klitsch (Spurensuche-OWL, Bünde) und dem Kommunalarchiv Minden (Archiv der Stadt Minden und des Kreises Minden-Lübbecke) unterstützt wurde- aber, dass in Todtenhausen eine amerikanische B-17 und keine britische Maschine abgestürzt ist.
Die Folgen des Zweiten Weltkrieges waren auch in Todtenhausen grausam, drückend und unübersehbar. In fast jedem Haus wurden Gefallene beklagt, um Vermisste gebangt und auf Heimkehrer aus der Gefangenschaft gewartet. Auch im Dorf hatte es durch Bomben Tote und zerstörte Häuser gegeben. Noch in den letzten Kriegstagen verloren auf der Großenheide Bürger ihre Habe, da Jugendliche, fast noch Kinder, auf einmarschierende amerikanische Panzerkolonnen mit Panzerfäusten schossen und diese mit Panzergranaten zurückfeuerten. In den Häusern herrschte nach Beendigung des Krieges eine bedrückende Enge, da die evakuierten Menschen aus den Industriegebieten noch da waren und viele Flüchtlingsfamilien aus dem Osten dazu kamen.
Bevor die Gemeinde bei der kommunalen Neugliederung am 1. Januar 1973 Teil der Stadt Minden wurde, hatte sie eine Fläche von 8,59 km² sowie 3042 Einwohner (31. Dezember 1972).

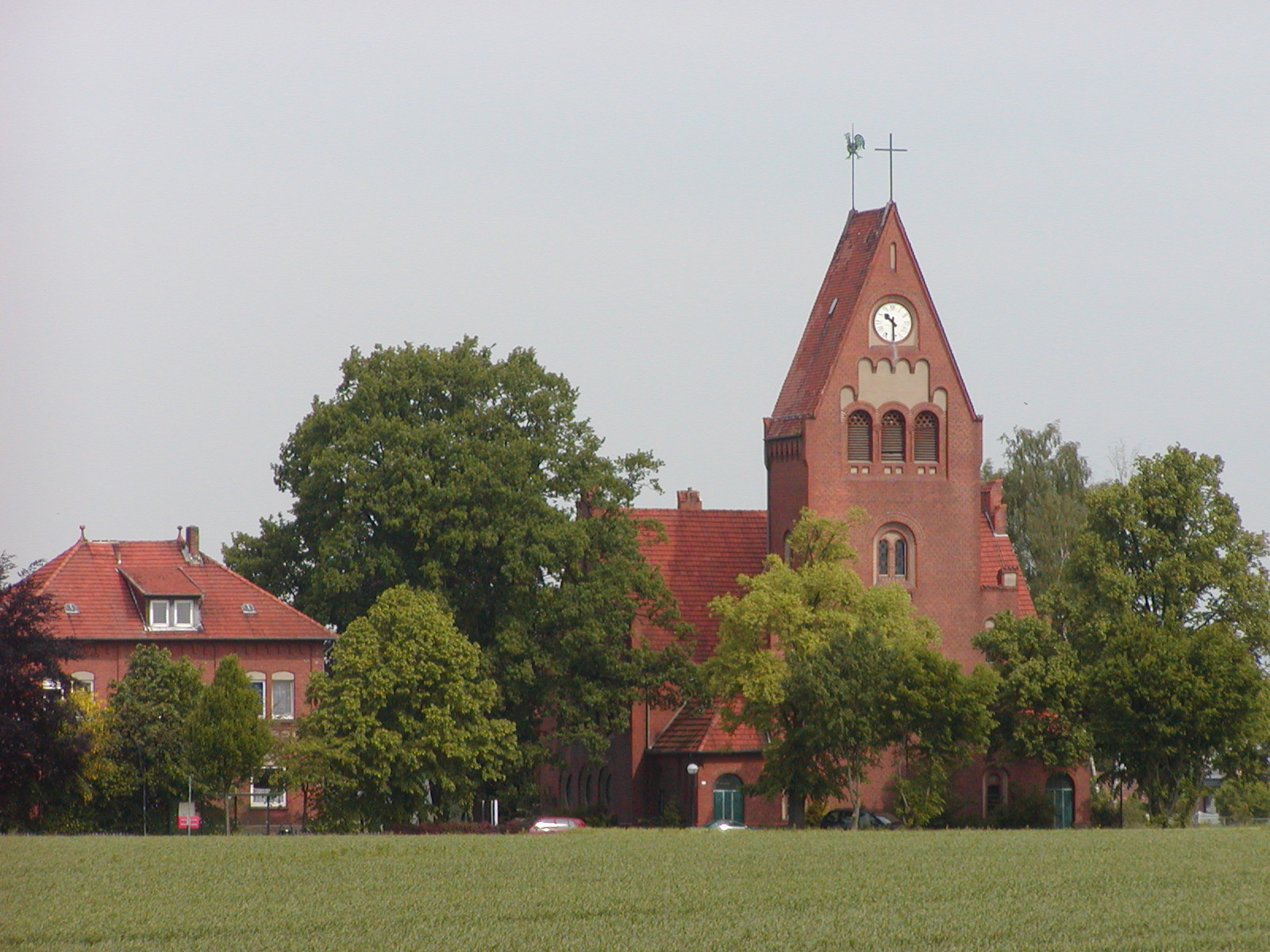
Christuskirche mit Pfarrhaus

## Kirche
Kirchlich gesehen bilden Todtenhausen und Kutenhausen eine Einheit. Sie bilden einen Pfarrbezirk der Ev.-luth. St.-Marien-Kirchengemeinde.
1907 wurde neben dem 1903 errichteten Pfarrhaus die Christuskirche erbaut. Bauleiter war der Regierungsbaumeister Karl Siebold aus Bethel bei Bielefeld. Am 18. Dezember 1907 wurde die Christuskirche für die Gemeinden Todtenhausen und Kutenhausen eingeweiht. Die Einweihung war „das“ Ereignis im Jahre 1907.
In den 1950er Jahren übergab die St.-Marien-Kirchengemeinde Minden der Christuskirche einen 1886 von Holzbildhauer Gustav Kuntzsch aus Wernigerode für die St.-Marien-Kirche geschaffenen Altar.
1967 wurde die Christuskirche einer gründlichen (radikalen) Renovierung unterzogen und ihr Altarraum nach Entwürfen des zeitgenössischen Künstlers Wolfgang Kreutter (1924–1989) gestaltet. Im Jubiläumsjahr 1997 kam es zu einer neuerlichen Renovierung, die sich bemühte, neben der Behebung von baulichen Schäden und Mängeln auch wieder ein Gestaltungskonzept zu entwickeln, das „alt“ und „neu“ zu einem harmonischen Miteinander verbindet. Von dem Kuntzsch-Altar existieren nur noch das Kruzifix und zwei Figuren (Maria und Johannes).
Die Pastoren Heinrich Küppermann (1902 bis 1937), Otto Jungcurt (1937 bis 1972), Wolfhard Fräkem (1972 bis 1985) und Hartmut Birkelbach haben in Todtenhausen ihre Spuren hinterlassen.
Die Friedhofskapelle wurde 1930 erbaut.

## Schulwesen

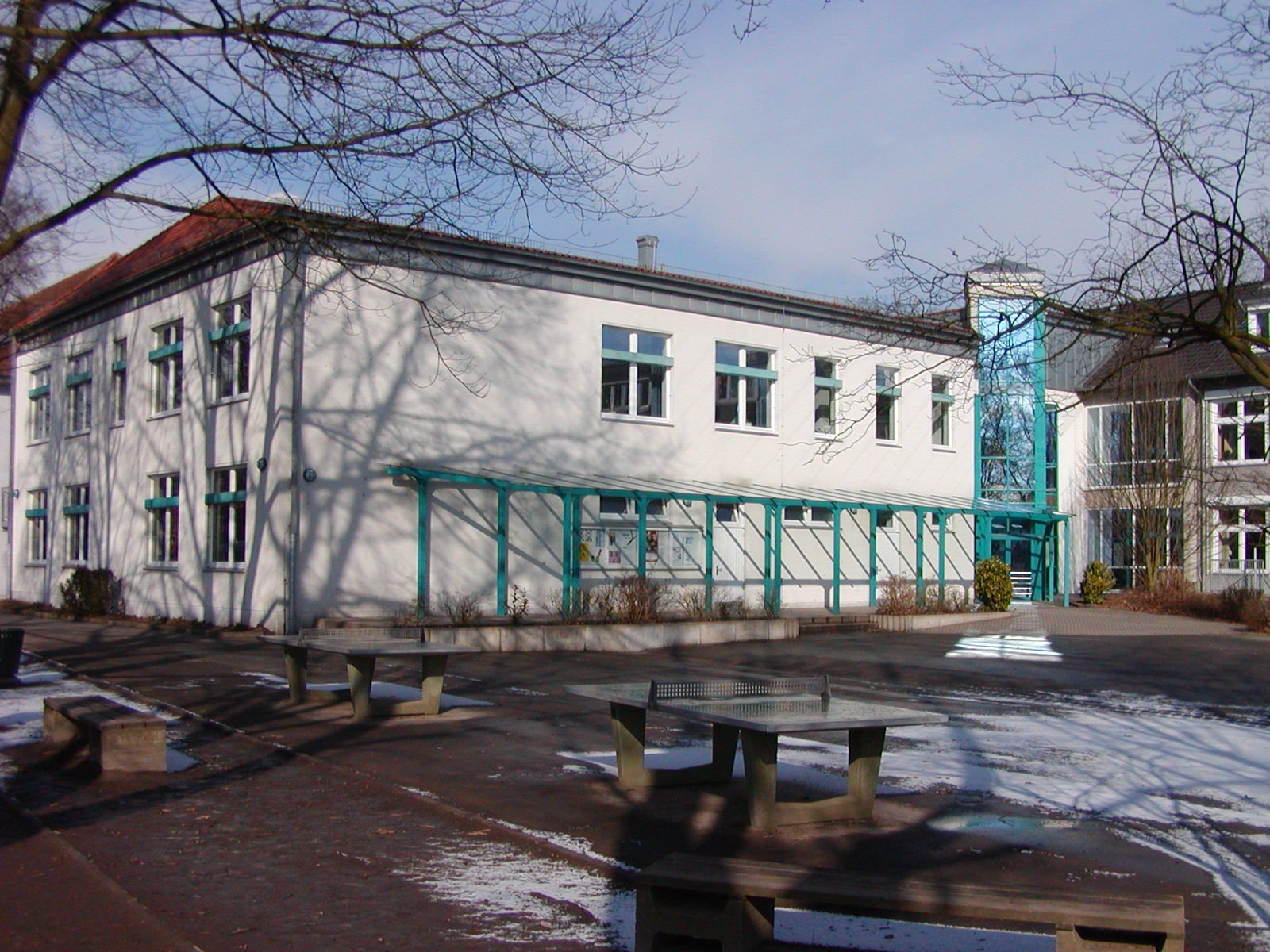
Eingang der Hauptschule

Der zaghafte Beginn einer Schulentwicklung in Todtenhausen ist um 1650 mit der Errichtung von sog. „Winkelschulen“ zu verzeichnen. Diese „Schulen“ befanden sich in Privathäusern. Das offenbar erste Schulgebäude war die Strohdachschule in der Nähe der Friedenseiche. Hierbei handelte es sich um ein bescheidenes Bauernhaus, in dem die Deele als Unterrichtsraum diente. Jeremias Gotthelf hat diesen Raum beschrieben, als er 1821 als Student auf dem Wege nach Petershagen hier Zuflucht vor einem Gewitter suchte.
Bis 1840 bildeten Todtenhausen und Kutenhausen einen Schulbezirk. Der Kindersegen in jener Zeit war auch für das Schulwesen ein Problem. Von 658 Einwohnern waren im Jahre 1850 150 Schüler. Erst 1879 wurde gegenüber dem Friedhofseingang ein zweiklassiges Schulgebäude mit Glockenturm errichtet. Ein zweiter Lehrer wurde eingestellt, da 220 Schüler unterrichtet werden mussten. In dem Glockenturm fand die alte Glocke ihren Platz.
Wegen der steigenden Schülerzahl wurde 1891 eine zweite Schule, die Großenheider Schule errichtet. 1910 wurde gegenüber der alten Schule am Friedhof ein Schulneubau mit zwei weiteren Klassenräumen errichtet. Wegen der Nachteile einer einklassigen Schule wurden die Schulbezirke wieder zusammengelegt und im Jahre 1930 die 1910 errichtete Schule aufgestockt. Es standen nunmehr 6 Klassenräume zur Verfügung. Mit dem Beginn des Schuljahres 1931 wurde für alle Todtenhauser Kinder der Unterricht in der erweiterten Schule erteilt. Eine Turnhalle gab es noch nicht. Der Gastwirt Kuhlmann (Jägerstuben) stellte aber seinen Saal für Turnveranstaltungen zur Verfügung. Ein Sportplatz wurde in der Nähe errichtet. In der Schule an der Großenheider Straße wurde für die Todtenhauser, Kutenhauser und Stemmer Kinder Kochunterricht erteilt. 1961/62 wurde die Volksschule Todtenhausen in großem Umfang erweitert, eine Turnhalle wurde erbaut. Der Schulhof erhielt einen größeren Rasenspielplatz und eine 50-m-Laufbahn.
Im Zuge der Schulreform richteten die Gemeinden Todtenhausen, Kutenhausen und Stemmer die Grundschule Kutenhausen/Stemmer und die Hauptschule Todtenhausen ein. Auch nach der Gebietsreform blieb die Hauptschule Todtenhausen bestehen. Das Einzugsgebiet ist nach Süden ausgedehnt worden.

## Einwohnerzahlen
- 0658 (1850)
- 1678 (1910)
- 2025 (1937)
- 2750 (1950)
- 3104 (1972)
- 3606 (Ende 2003)
- 3599 (Ende 2004)
- 3560 (Ende 2006)
- 3572 (Ende 2008)
- 3386 (Ende 2011)
- 3345 (Ende 2013)
- 3297 (Ende 2020)

## Politik
Bürgermeister:
- um 1806: Brockmeyer
- bis 1827: Rathert
- 1828 bis 1849: Röckemann (Nickloges) Todtenhausen 31
- 1856 bis 1882: Klöpper, Joh. Friedr. Todtenhausen 24
- 1882 bis 1888: Schwier (Lükens) Todtenhausen 3
- 1888 bis 1910: Schwier, Heinr. (Südmas) Todtenhausen 15
- 1910 bis 1924: Schwier, Heinr. (Janschwiers) Todtenhausen 8
- 1924 bis 1925: Kuhlmann, Ferdinand (Berns) Todtenhausen 23
- 1925 bis 1932: Schwier, Friedrich (Steinhauers) (To.219) (SPD)
- 1932 bis 1933: Harke, Friedrich (To.145) (SPD)
- 1933 bis 1945: Gieseking, Christian (To. 97) (NSDAP)
- 1945 bis 1948: Harke, Friedrich (To.145) (SPD)
- 1948 bis 1956: Altvater, Wilhelm (To.118) (SPD)
- 1956 bis 1961: Rathert, Fritz (To.164) (SPD)
- 1961 bis 1972: Diekmann, Christian, (To.222) (SPD)

Ortsvorsteher:
- 1973 bis 1974: Diekmann, Christian (SPD)
- 1974 bis 1992: Witte, Günter (SPD)
- 1992 bis heute: Piepenbrink, Walter (SPD)

Direkt gewählte Vertreter im Rat der Stadt Minden:
- 1973 bis 1974: Diekmann, Christian (SPD)
- 1974 bis 1992: Witte, Günter (SPD)
- 1992 bis 2002: Piepenbrink, Walter (SPD)
- 2002 bis 2009: Dr. Wehking, Michael (SPD)
- 2009 bis 2020: Karl-Heinz Meilwes (SPD)
- ab Oktober 2020: Kai Piepenbrink (SPD)

Weiterer Vertreter im Rat der Stadt Minden:
- 1999 bis 2009: Spiekermann, Hugo (Reserveliste der CDU)
- 2009 bis heute: Brigitte Kampeter (CDU)

Ergebnisse der Kommunalwahl 2004:
| - Kindergarten Christuskirche II: - SPD = 52,8 % - CDU = 29,1 % - MI = 9,2 % - Grüne = 6,3 % - FDP = 2,7 % | - Hauptschule Todtenhausen: - SPD = 45,9 % - CDU = 29,6 % - MI = 11,4 % - Grüne = 8,9 % - FDP = 4,2 % |

Direkt gewählte Vertreter im Kreistag des Kreises Minden bzw. des Kreises Minden-Lübbecke:
- 1973 bis 1994 Günter Harke (SPD)
- 1994 bis 1997 Heinz-Wilhelm Borgmann (SPD)
- 1997 bis 2009 Jürgen Saft (SPD)
- 2009 bis 2020 Hans-Jürgen Weber (SPD)
- ab Oktober 2020: Sebastian Hasemann (SPD)

## Persönlichkeiten

### Söhne und Töchter der Gemeinde
Folgende Persönlichkeiten sind in Todtenhausen geboren:
- Christian Franke (1891–1972), Politiker und NSDAP-Gauwirtschaftsberater
- Walter Schwier (1916–1978), Politiker und Verwaltungsbeamter
- Wilhelm Altvater (1920–2001), Politiker
- Burkhard Schwenker (* 1958), deutscher Unternehmensberater

## Sehenswürdigkeiten
- Großenheider Königsmühle

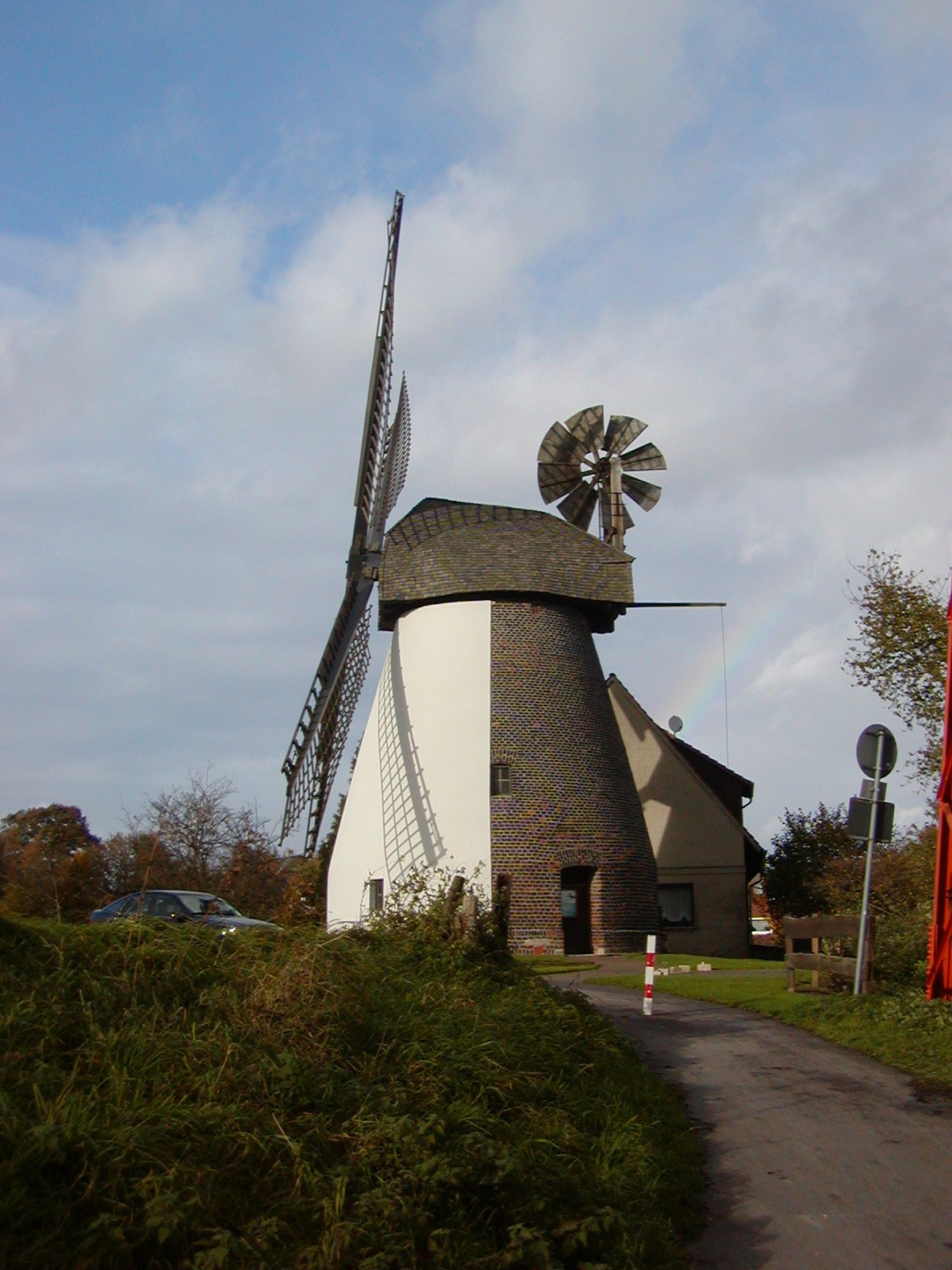
Valentinsmühle an der Weser

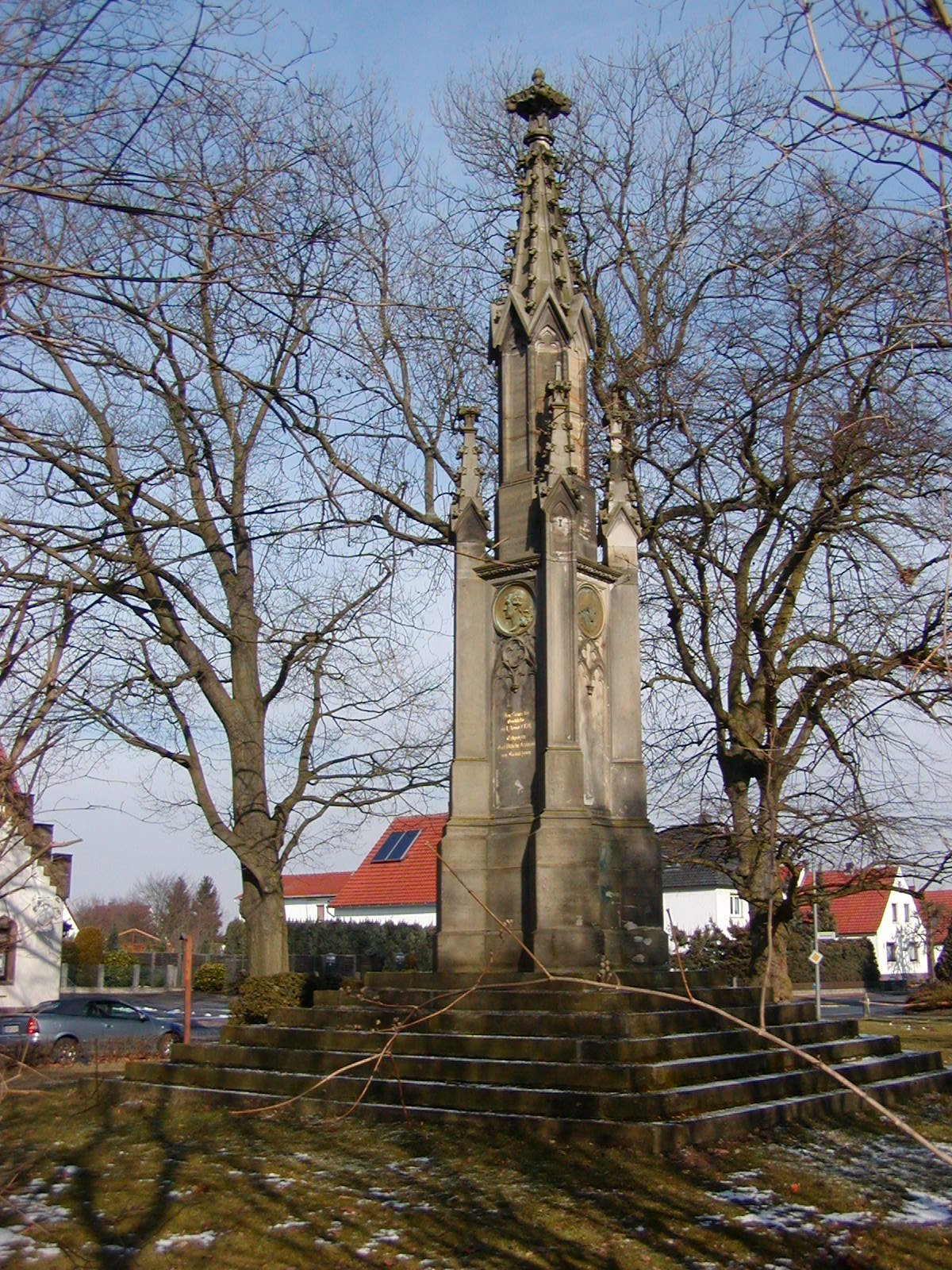
Denkmal der Schlacht bei Minden in Todtenhausen

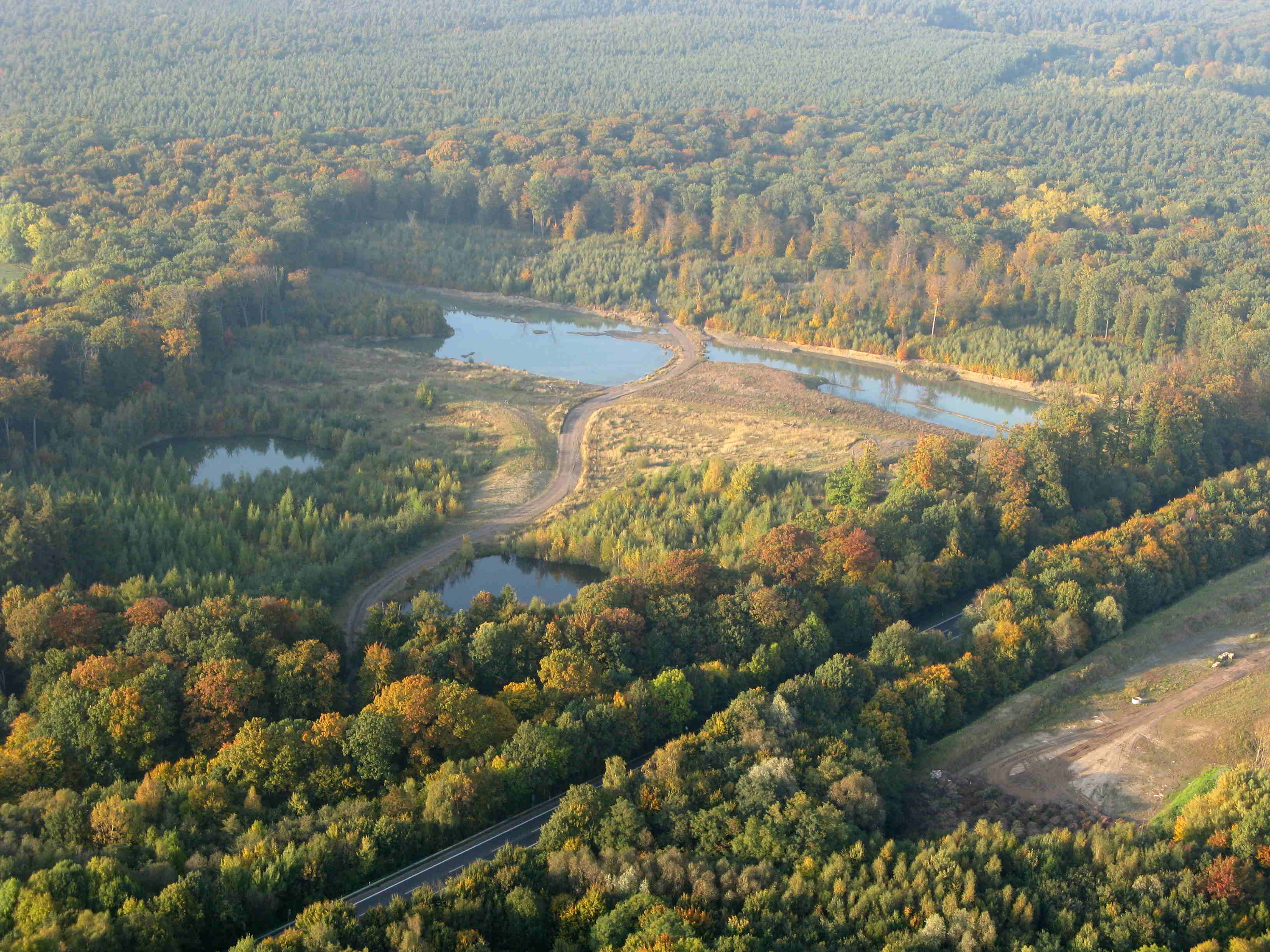
Naturschutzgebiet Kohbrink im Hintergrund NSG Heisterholz

  - um 1731 gebauter Wall-Holländer mit einem leicht konischen Bruchsteinturm und einem kleinen Erdwall. 1972 erhielt die Mühle wieder Flügel. Diese Flügel sind den letzten Jalousieflügeln nachgebildet. Die Windrosenanlage wurde 1985 durch den ursprünglichen Stert ersetzt. Wie auch die Valentinsmühle ist die Großenheider Königsmühle ein Teil der Westfälischen Mühlenstraße.
- Valentinsmühle
  - ein um 1858 erbauter Erd-Holländer, der mit seinem konischen, an der Wetterseite verputzten Backsteinturm seit der Restaurierung 1991 wieder eine Mühlenhaube mit windgängigen Segelflügeln und einer Windrosenanlage hat. In der Weihnachtszeit strahlt die Mühle, erleuchtet durch viele Meter Lichtschlauch, weit über das Wesertal.
- Christuskirche Todtenhausen - Kutenhausen
  - 1907 eingeweihte, dem romanischen Baustil nachempfundene Kirche. Der Turm trägt ein Satteldach und gleicht sich damit den heimischen Weserkirchen an.

- Denkmal der „Schlacht bei Minden“
  - zur Erinnerung an die Schlacht im Jahr 1759 (Siebenjähriger Krieg).
  - Am Denkmal gibt es folgende Inschriften:
  - Westseite:  Dem Andenken des von den vereinigten Truppen: Preußens, Englands, Hannovers, Hessens, Braunschweigs und Schaumburgs unter der Führung Ferdinands, Herzog von Braunschweig, am 1. August 1759 bei Minden erfochtenen Sieges über die französische Armee. Die dankbaren Nachkommen der verbündeten Krieger - am 1. August 1859
  - Südseite:  Dem Sieger - Gohfeld am 1. August 1759 - Erbprinzen Carl Wilhelm Ferdinand von Braunschweig.
  - Nordseite:  Dem Verteidiger der Linien bei Todtenhausen am 1. August 1759 Grafen Wilhelm zu Schaumburg Lippe.

- Planetenweg:
  - Zwei Hinweistafeln des Mindener Planetenpfades (Pluto und Neptun) befinden sich auf Todtenhauser Gebiet entlang des Radweges an der Weser.

- Biologische Station
  - In der Nähe des Heisterholzer Waldes hat der Kreis Minden-Lübbecke einen alten Bauernhof aufgekauft und dort eine Biologische Station errichtet. Betrieben wird die Biologische Station seit über 20 Jahren vom Verein Biologische Station Minden-Lübbecke e. V. Aufgabe ist u. a. die Betreuung von Naturschutzgebieten.

- Nordholz
  - Das Naturschutzgebiet ist 25,4 Hektar groß und liegt südlich des Heisterholzes. Es erstreckt sich um das ehemalige Gut Nordholz. Die Unterschutzstellung des Gebietes erfolgte zur Erhaltung und Wiederherstellung der landschaftsraumtypischen Tier- und Pflanzenarten. Insbesondere gibt es hier Kleingewässer, Sümpfe, ruderale Gras- und Staudenfluren sowie verschiedene Kleingehölze. Der gefährdete Kammmolch hat hier eine große Population. Besucher können sich auf einem Naturlehrpfad informieren.

- Kohbrink
  - Das Naturschutzgebiet liegt nördlich des Ortsteiles und westlich der Bundesstraße 61. Das Gebiet ist rund 86 Hektar groß. Durch die Unterschutzstellung sollen innerhalb des großflächigen Waldkomplexes Heisterholz die alten Eichenwälder auf Sandböden und die Stieleichen-Hainbuchenwälder in ihrem Bestand gesichert werden. Das Naturschutzgebiet Kohbrink dient außerdem der Errichtung eines zusammenhängenden Netzes besonderer Schutzgebiete als Bestandteil des FFH-Gebietes Heisterholz.

## Verkehr
- Von Süd nach Nord führt die B 61 als wichtige Straßenverbindung nach Bremen durch Todtenhausen.

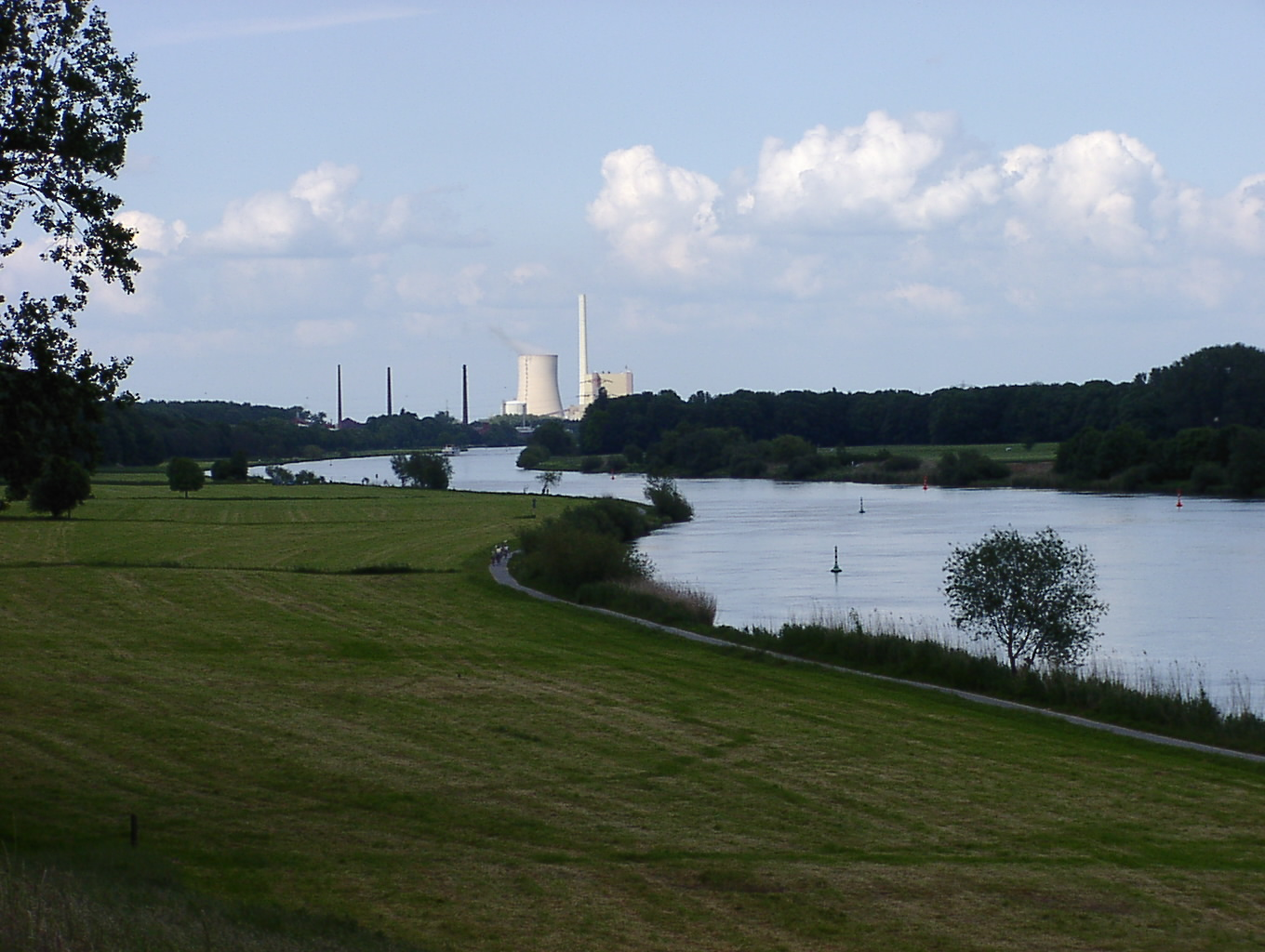
Blick von Valentinsmühle auf den Weserradweg

- Der Weser-Radweg von Hann. Münden nach Bremerhaven folgt nach dem Verlassen des Wasserstraßenkreuzes Minden in Todtenhausen dem Lauf der Weser.

- Todtenhausen ist Ausgangspunkt der Radwege auf den ehemaligen Eisenbahnstrecken der Mindener Kreisbahnen nach Petershagen-Ovenstädt und Petershagen-Friedewalde, die, ebenso wie der Weserradweg, streckenweise ein Teil der Mühlenroute sind.
- Zwischen 1897 und 1899 erfolgte der Bau der Bahnstrecke von Minden über Kutenhausen, Todtenhausen und Petershagen bis Uchte. Im ersten Betriebsjahr wurden über 200.000 Personen befördert. 1975 wurden zunächst der Personenverkehr und danach auch der Güterverkehr eingestellt.

## Vereinsleben
Höhepunkt ist das jährlich Anfang Juni stattfindende Schützenfest. Bürgerbataillon und Schützenverein versuchen hierbei unermüdlich, alle Bevölkerungsteile des Ortes einzubeziehen.
Das Vereinsleben wird in der Kulturgemeinschaft koordiniert. Diese Vereinigung aller Vereine und Institutionen Todtenhausens wurde am 8. Dezember 1967 gegründet. Erster Vorsitzender war der damalige Bürgermeister Christian Diekmann, ihm folgten Günter Witte, Walter Piepenbrink und Werner Scheffran. Heute leitet Jürgen Saft die Kulturgemeinschaft. Mitglieder sind:
- Sportverein SVKT 07 e. V.
- Posaunenchor Todtenhausen-Kutenhausen e. V.
- Schützenverein Todtenhausen
- Bataillon (1., 2. und Jugend-Kompanie)
- SPD-Ortsverein Todtenhausen
- CDU-Ortsunion Todtenhausen
- Kinderchor Tookula
- Siedlergemeinschaft
- Gemischter Chor „Westfalia“ Todtenhausen
- Freiwillige Feuerwehr/Löschgruppe
- Deutsches Rotes Kreuz
- BvD
- Landwirtschaftlicher Ortsverein
- Hauptschule Todtenhausen
- Jäger
- Frauenhilfe
- Mühlengruppe Todtenhausen
- Ev. Kindergarten
- Gewerbeverein
- Vereinsgemeinschaft Dorfgemeinschaftshaus

Zusätzlich sind einbezogen: Feuerwehrmusikzug, Ortsheimatpfleger, Pastor, Altenclub und Ortslandwirt.

## Bilder aus Todtenhausen

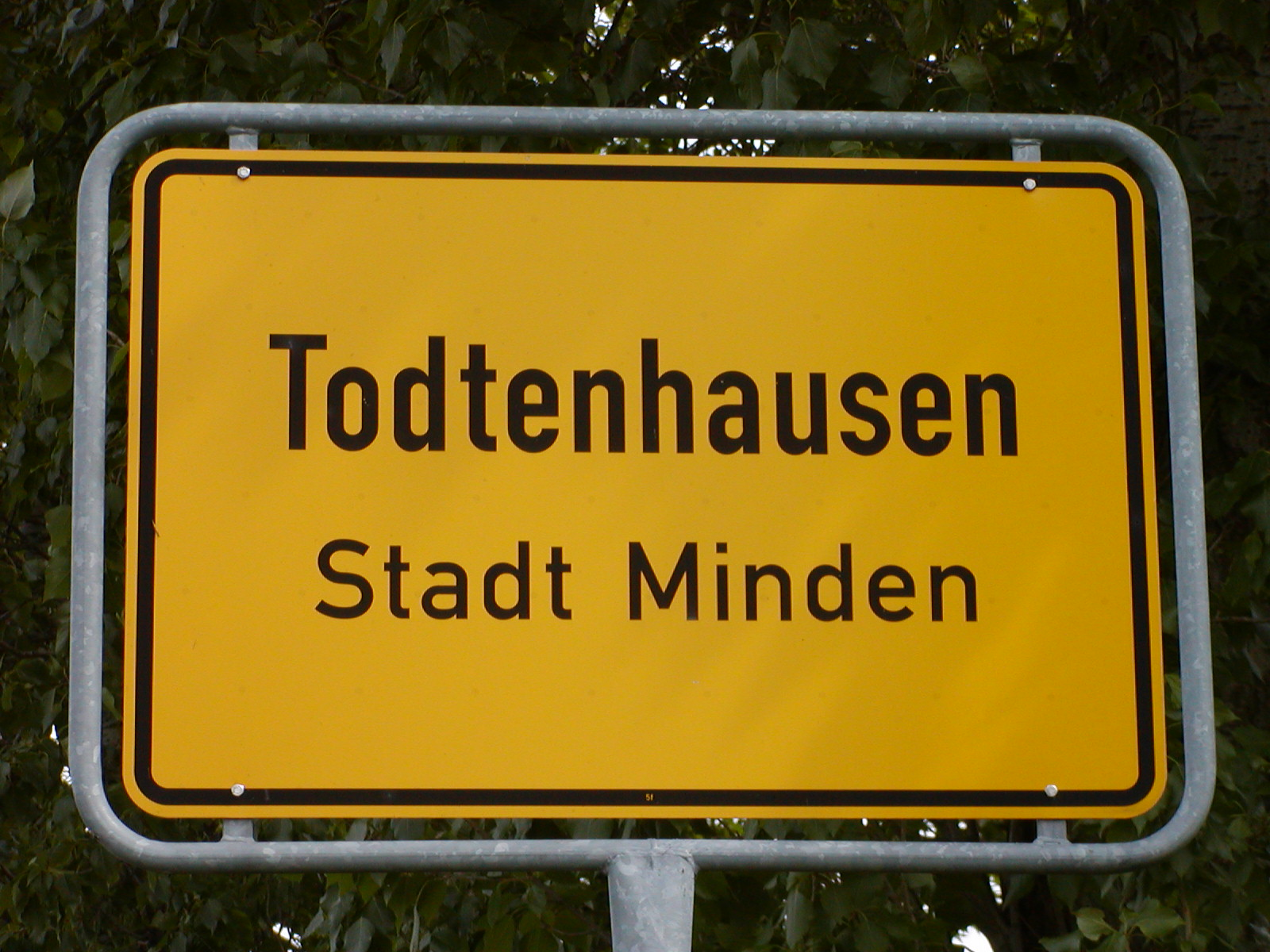
Ortseingang
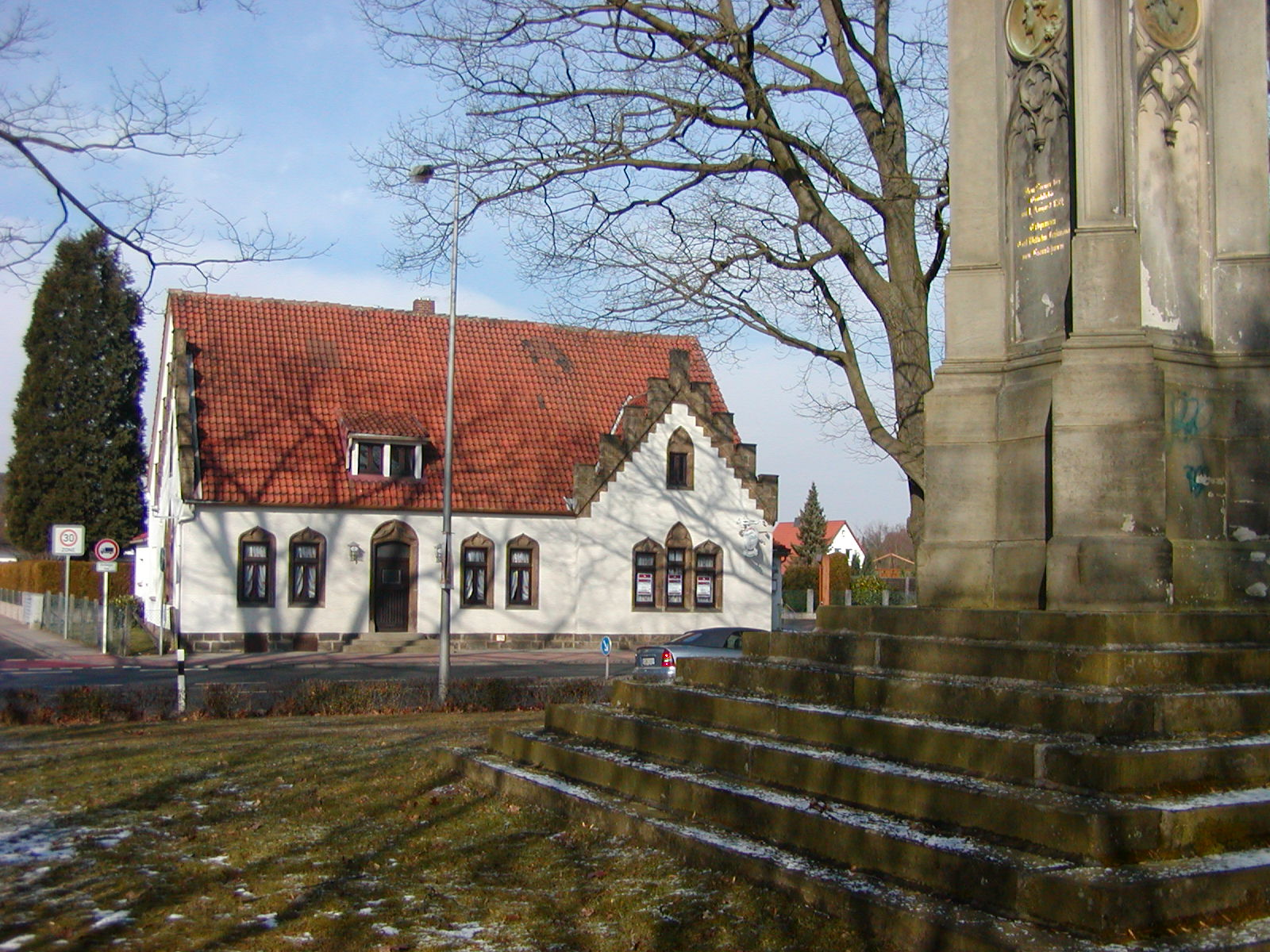
Historische Gaststätte Lohrmann
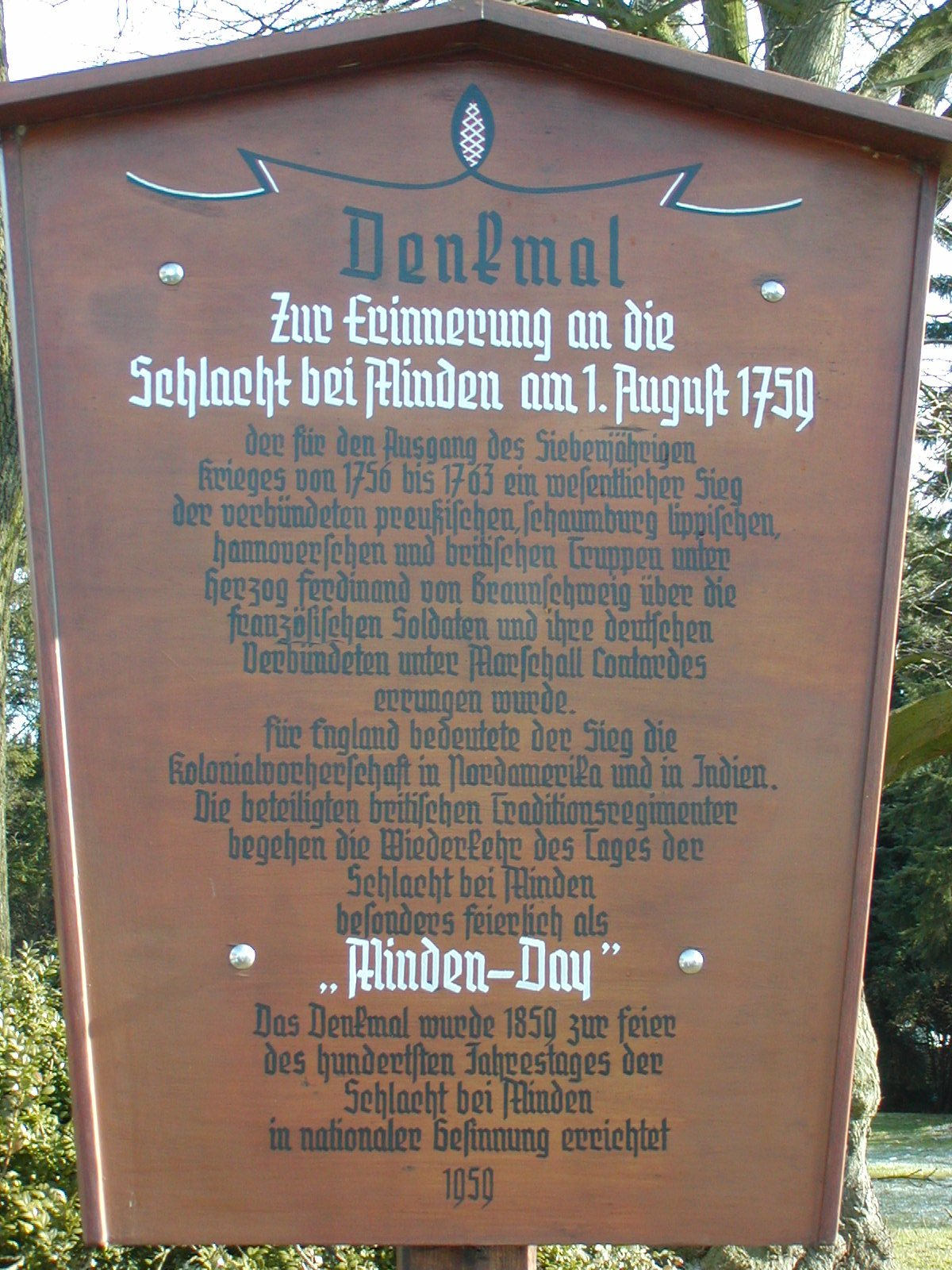
Tafel am Denkmal der Schlacht bei Minden
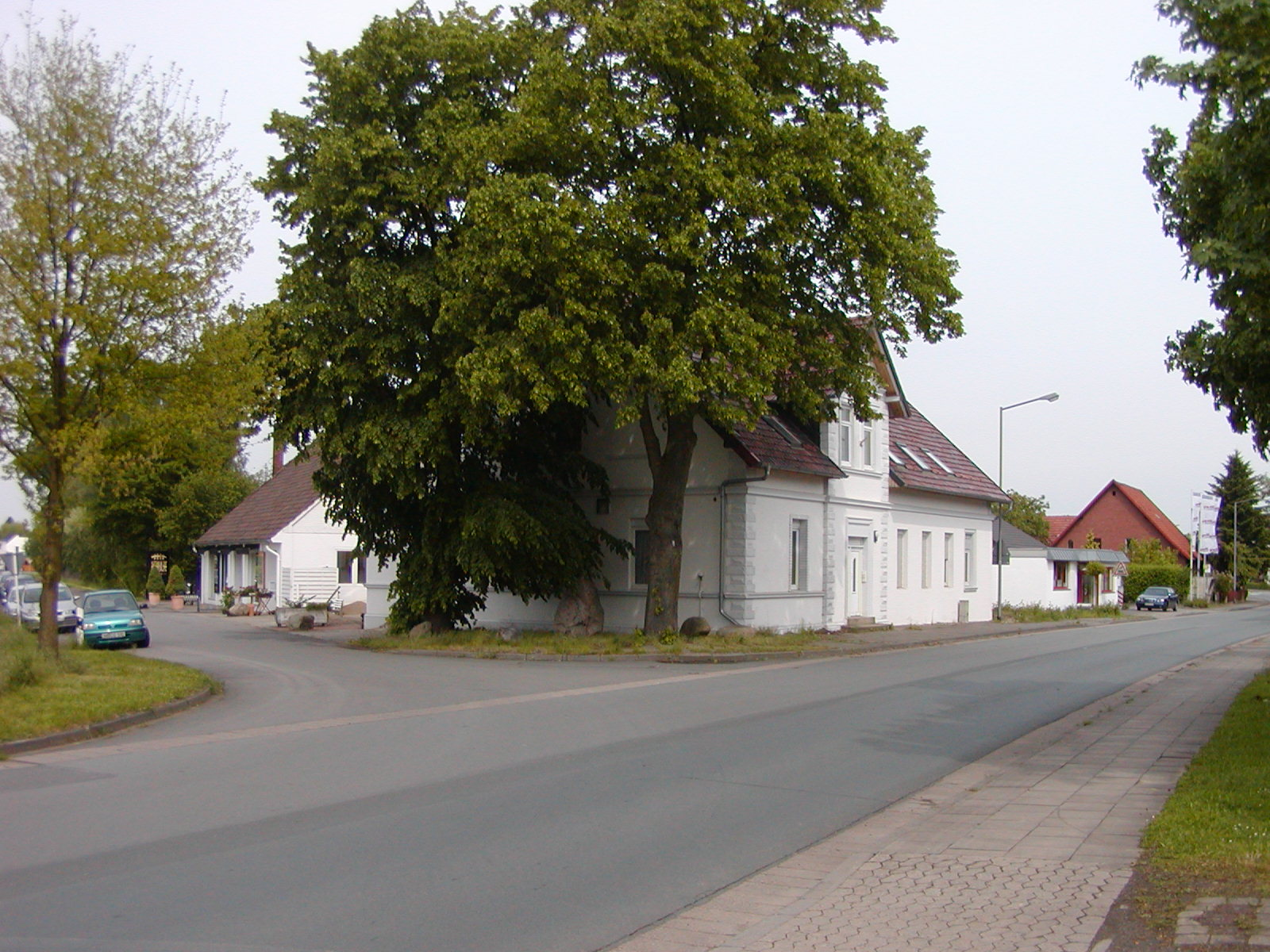
Ehemalige Gaststätte Jägerkrug
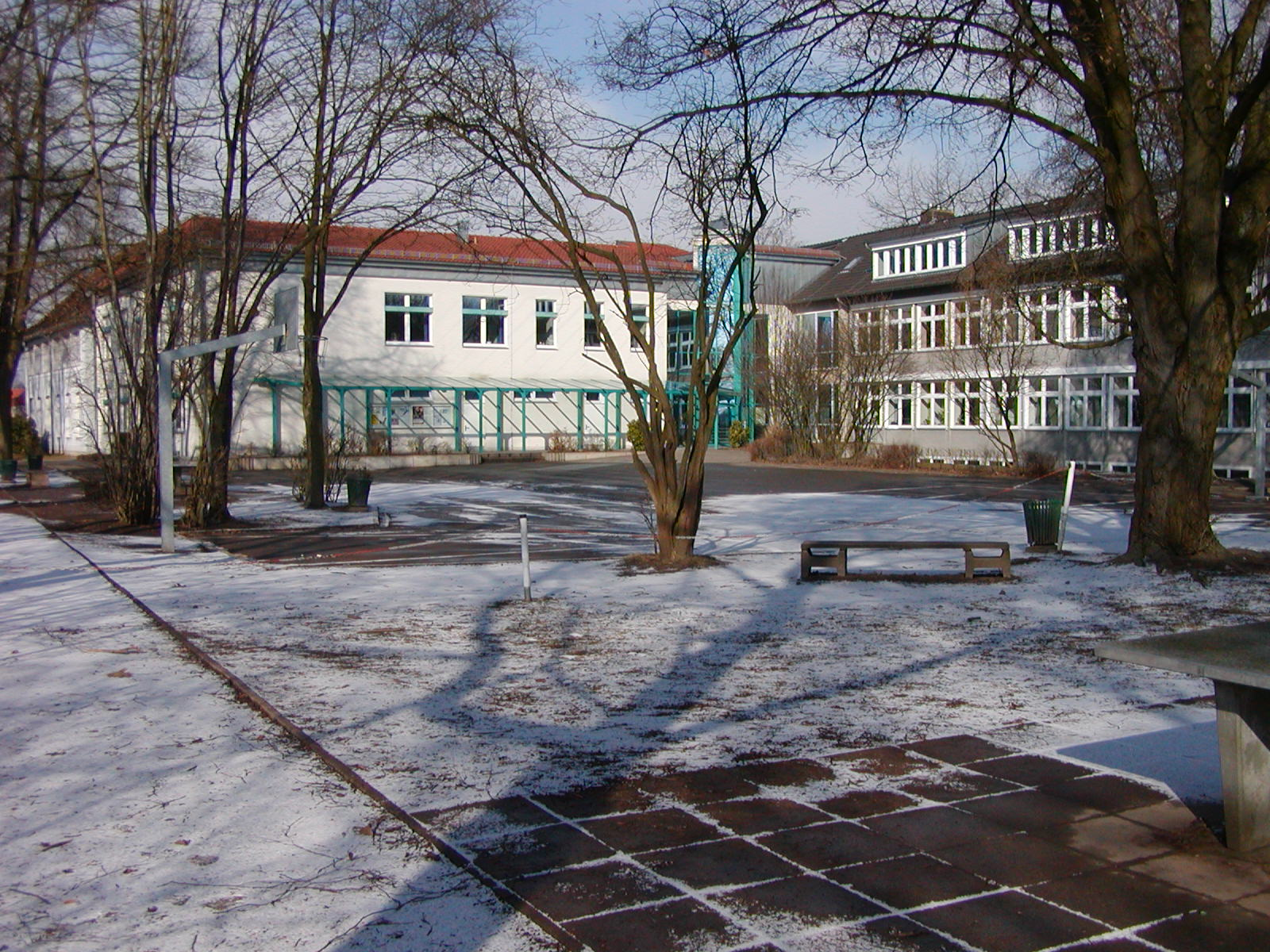
Hauptschule Todtenhausen
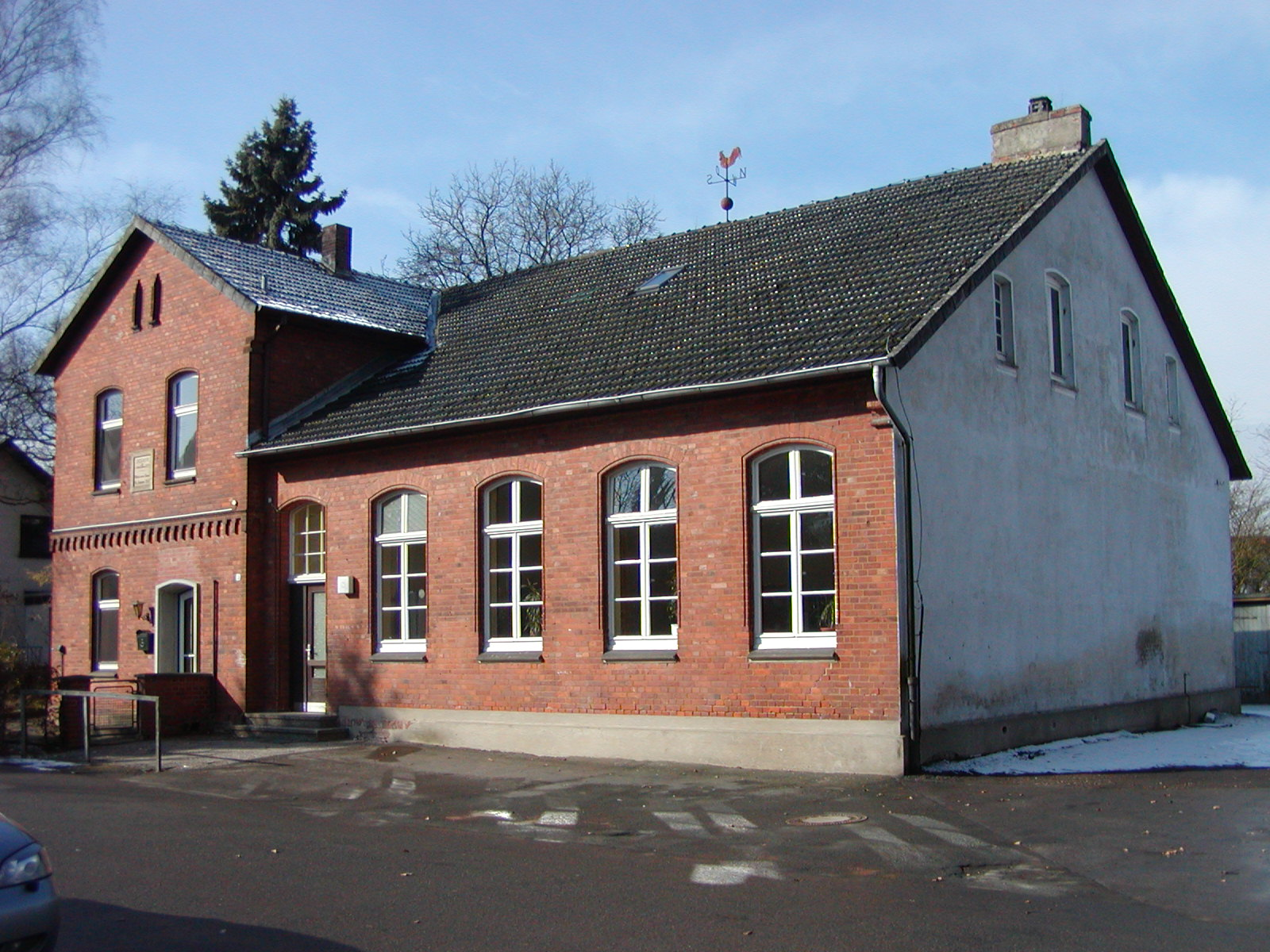
Alte Schule gegenüber der Hauptschule
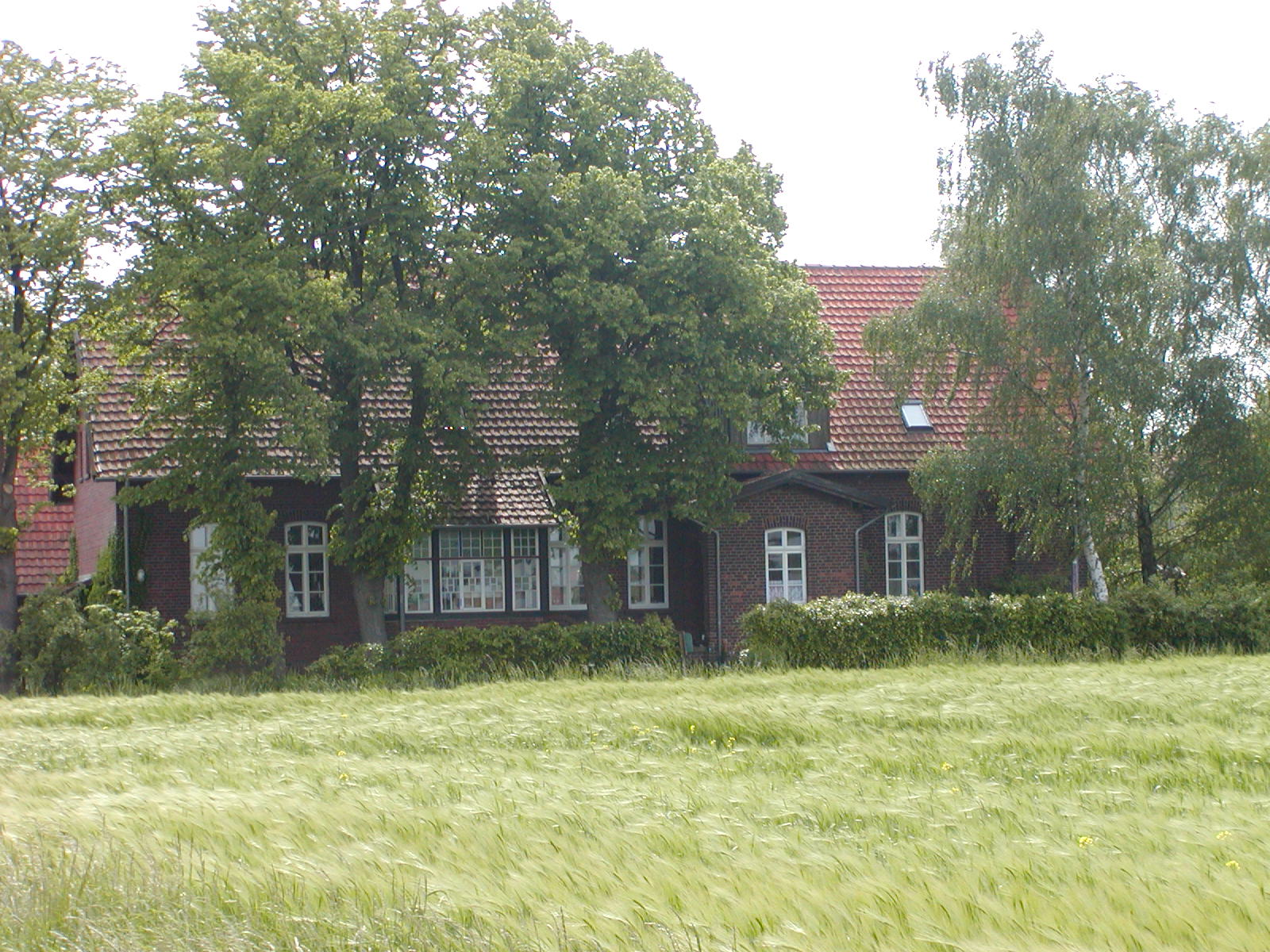
Ehem. Kochschule
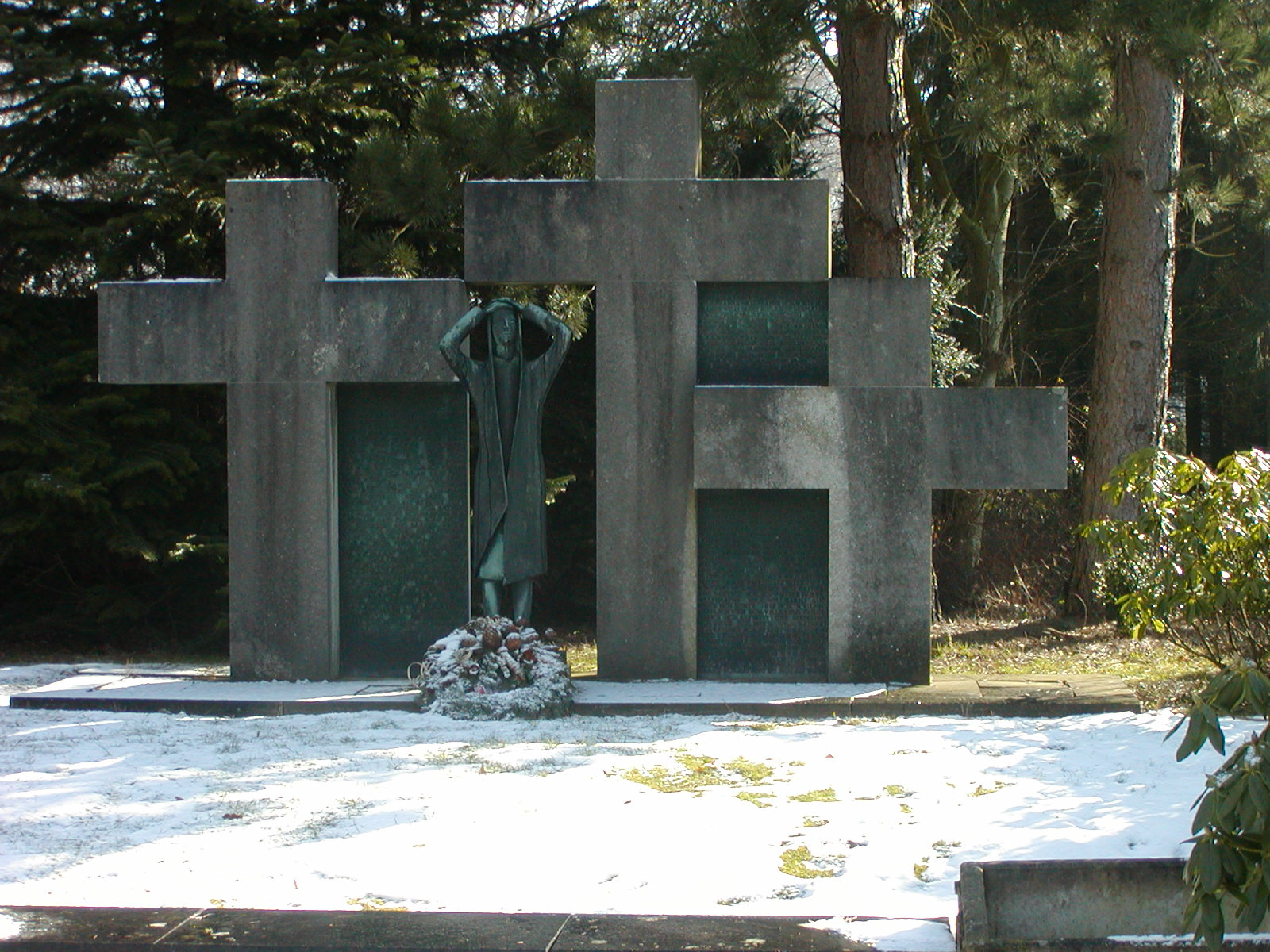
Ehrenmal am Friedhof
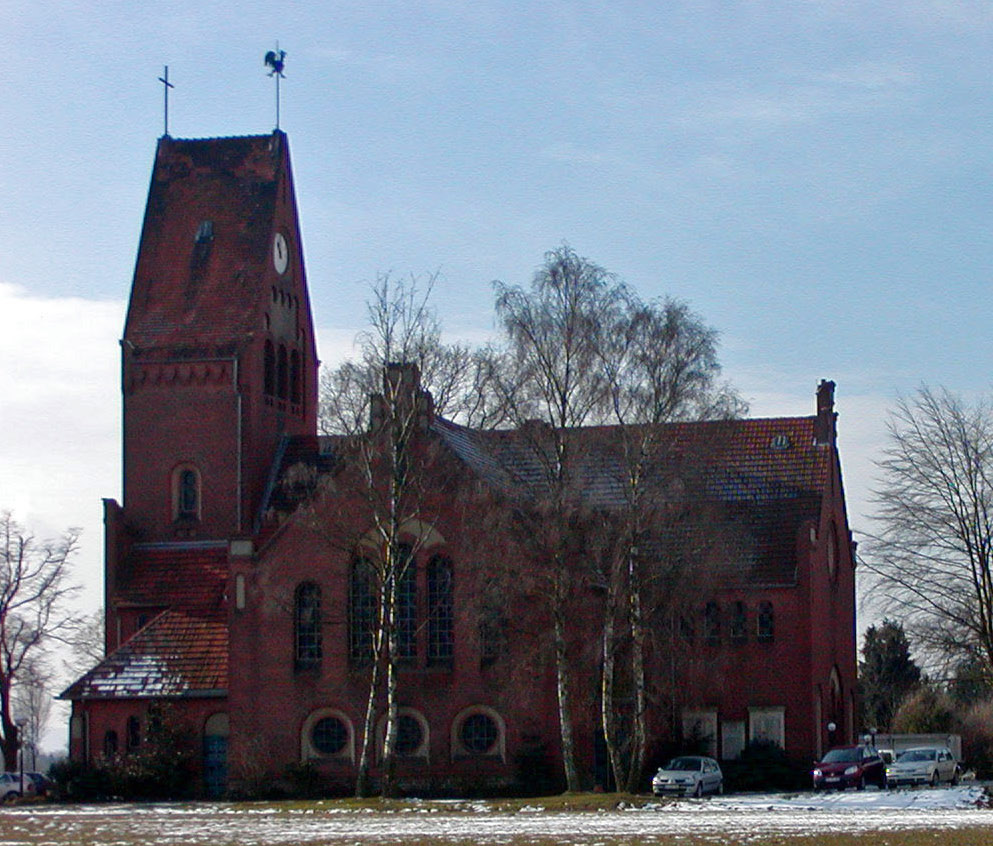
Christuskirche Todtenhausen
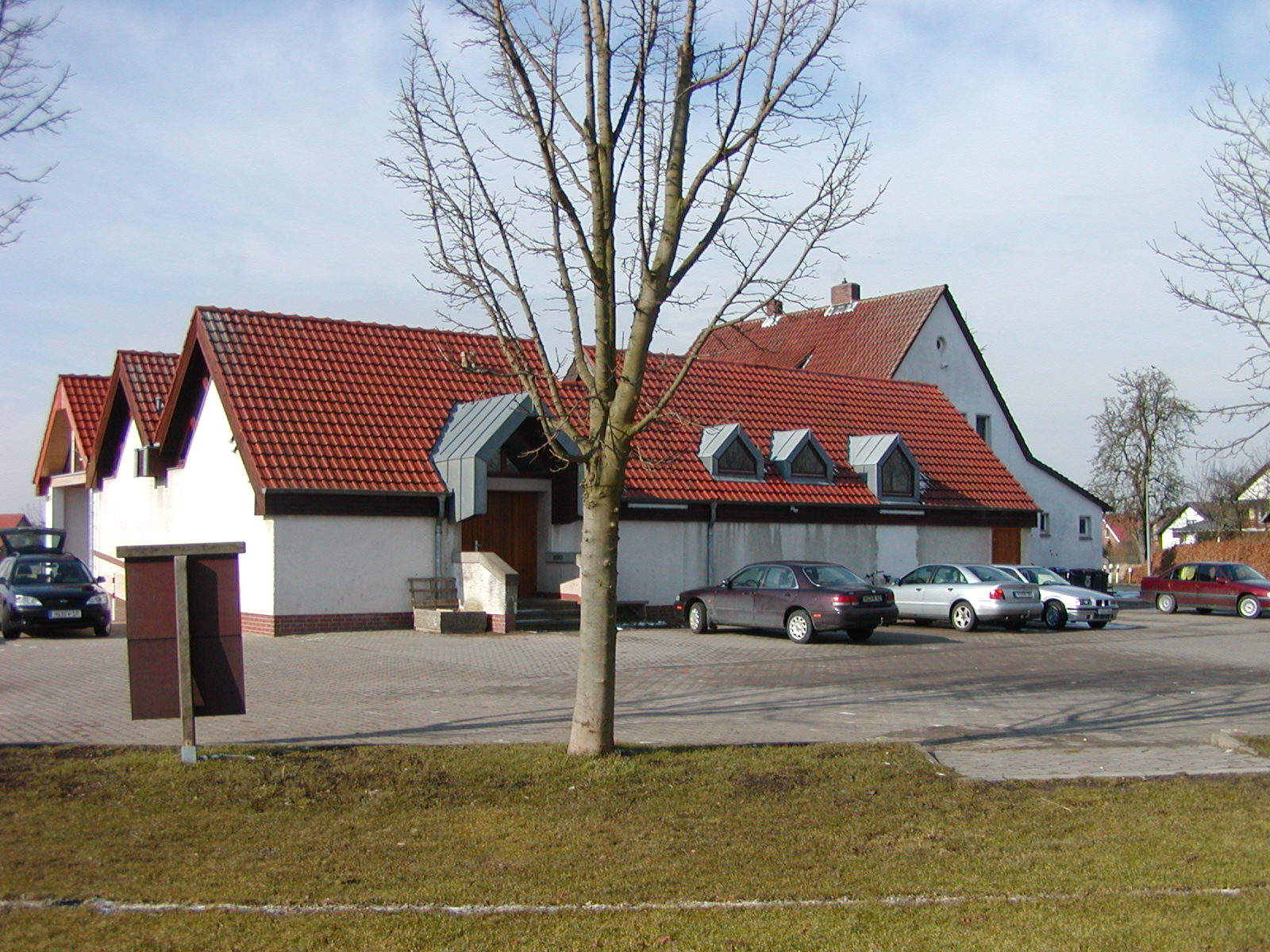
Dorfgemeinschaftshaus am Sportplatz
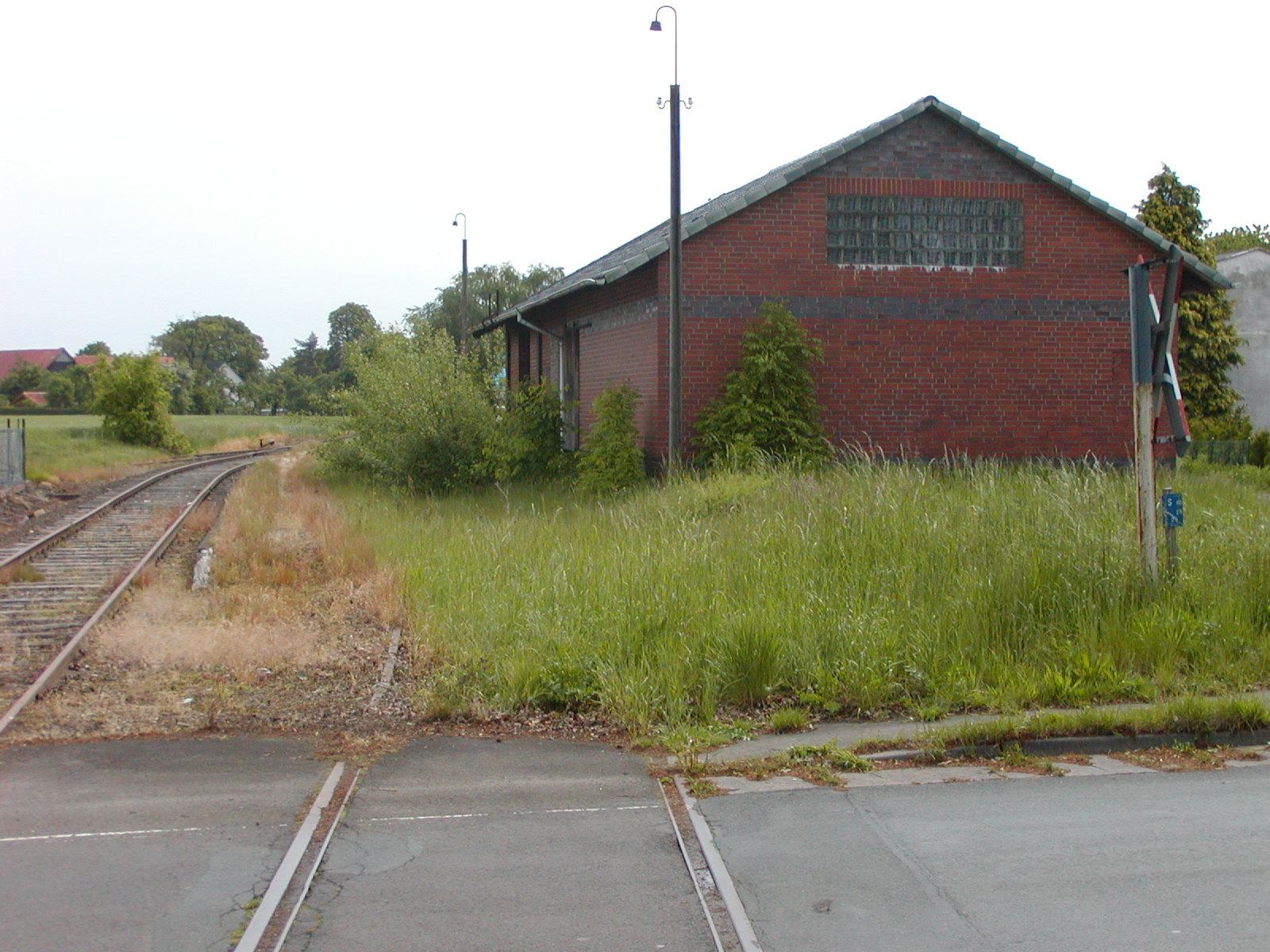
Ehem. Bahnhof
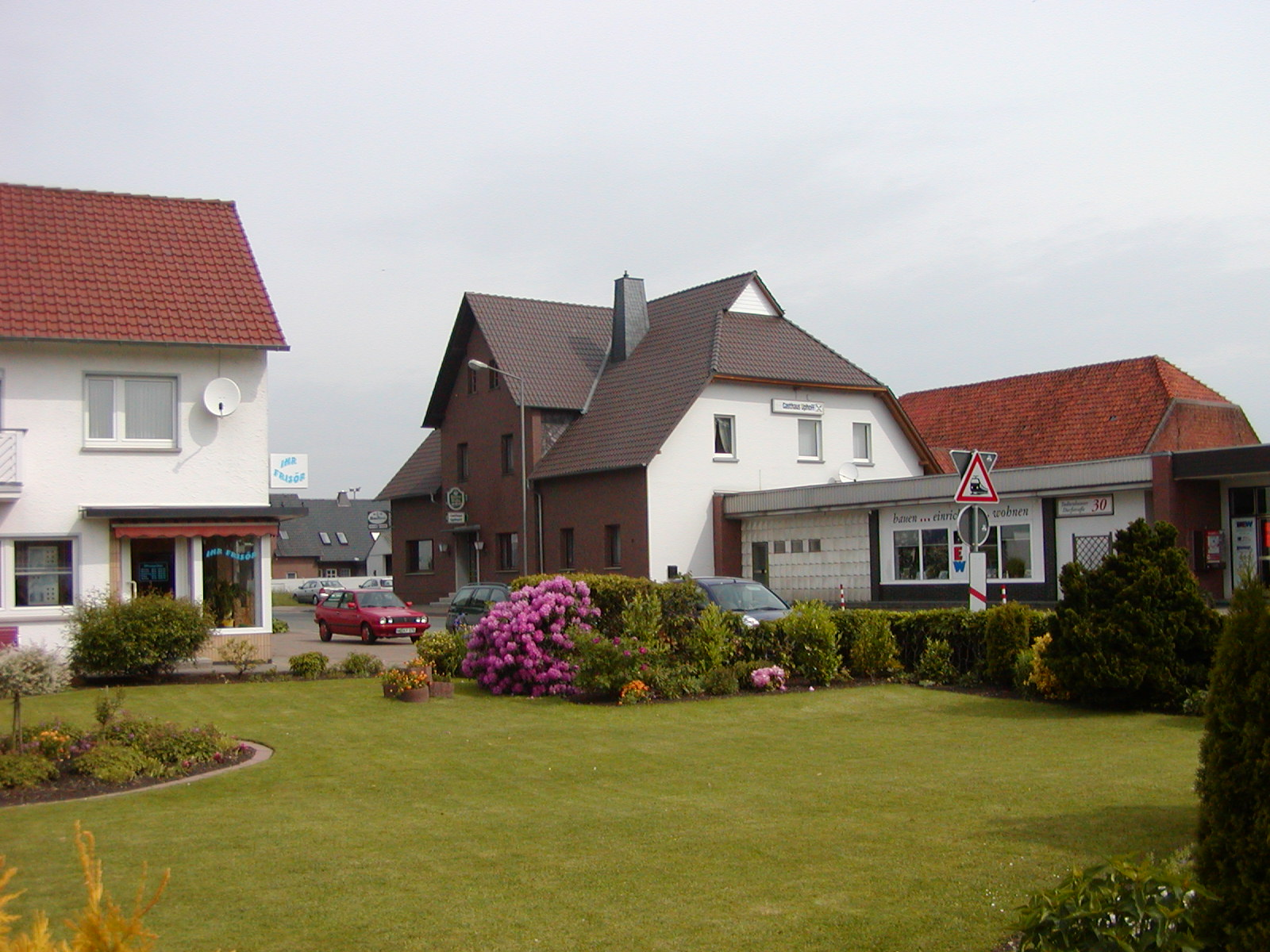
Ehem. Gasthaus Uphoff
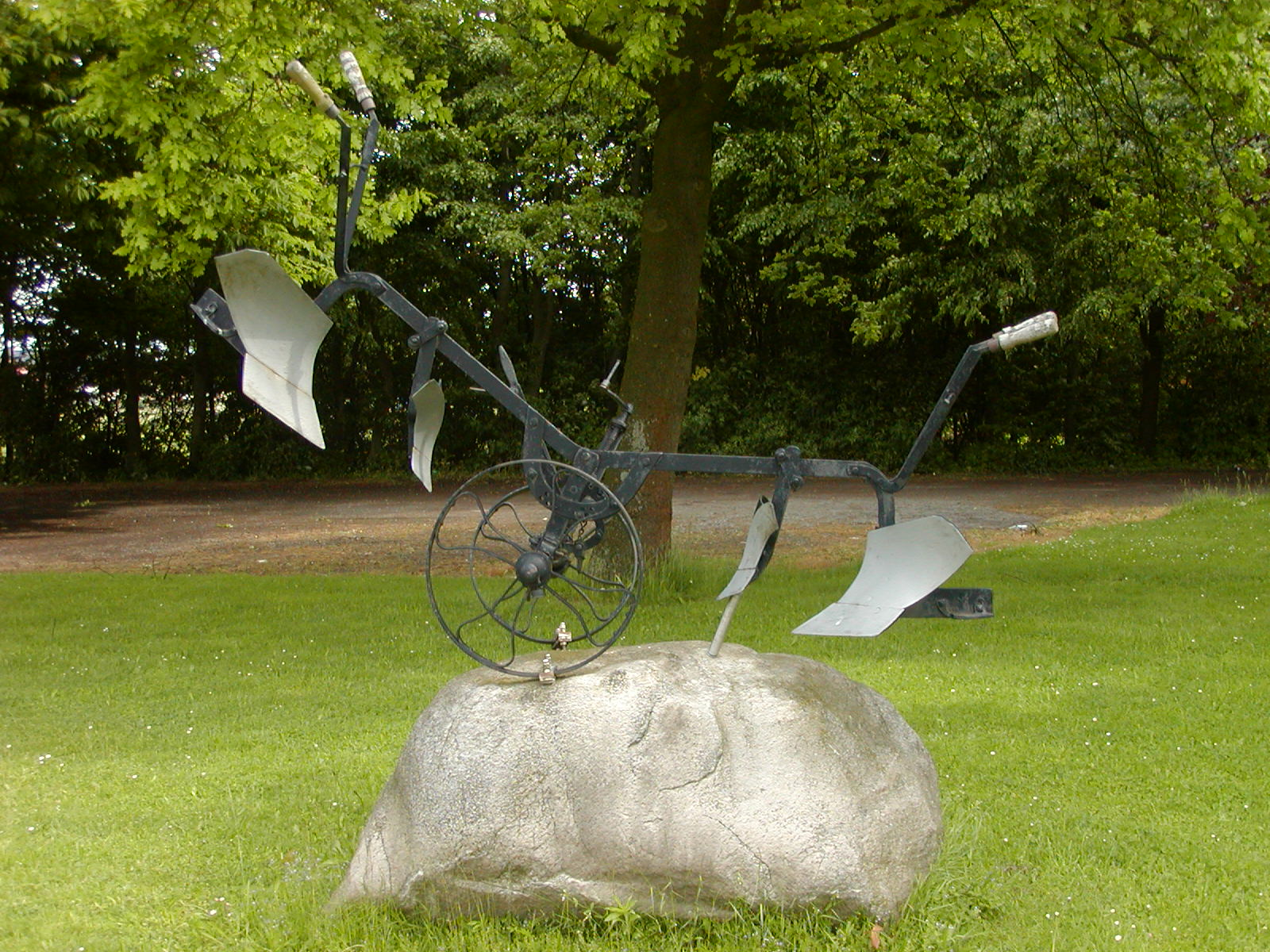
An der Friedenseiche
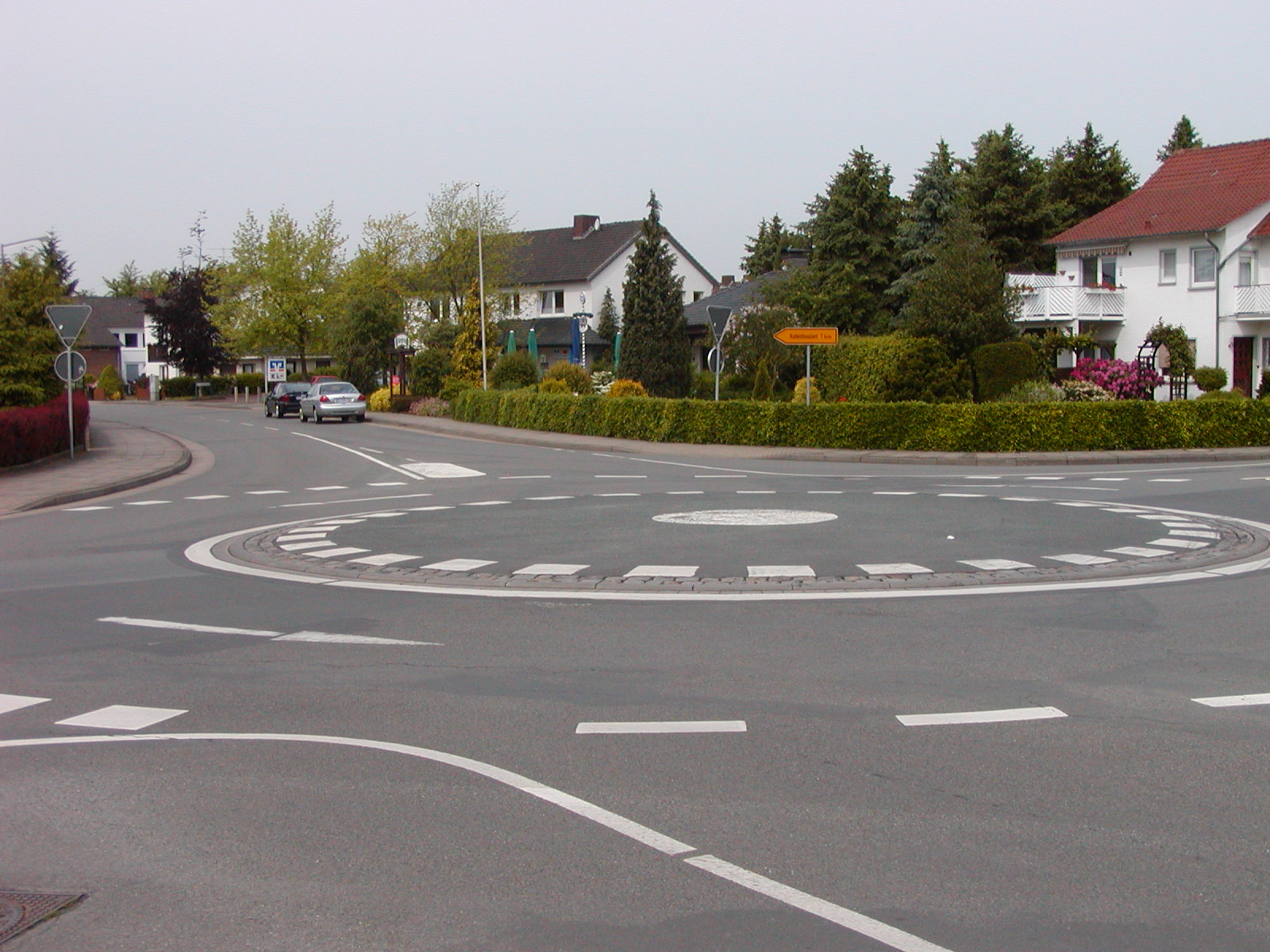
Zentrum??
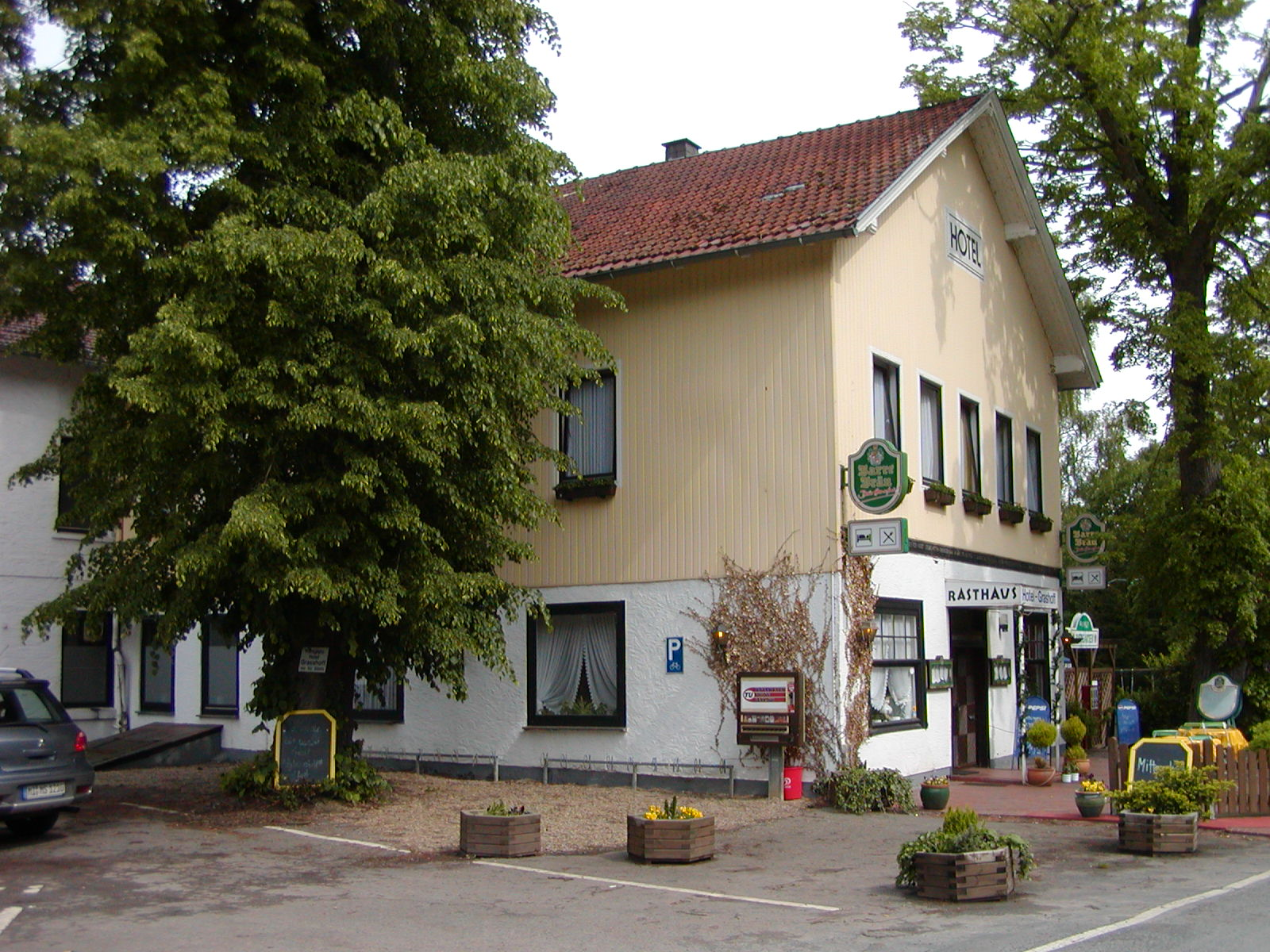
Ehem. Rasthaus Grasshoff
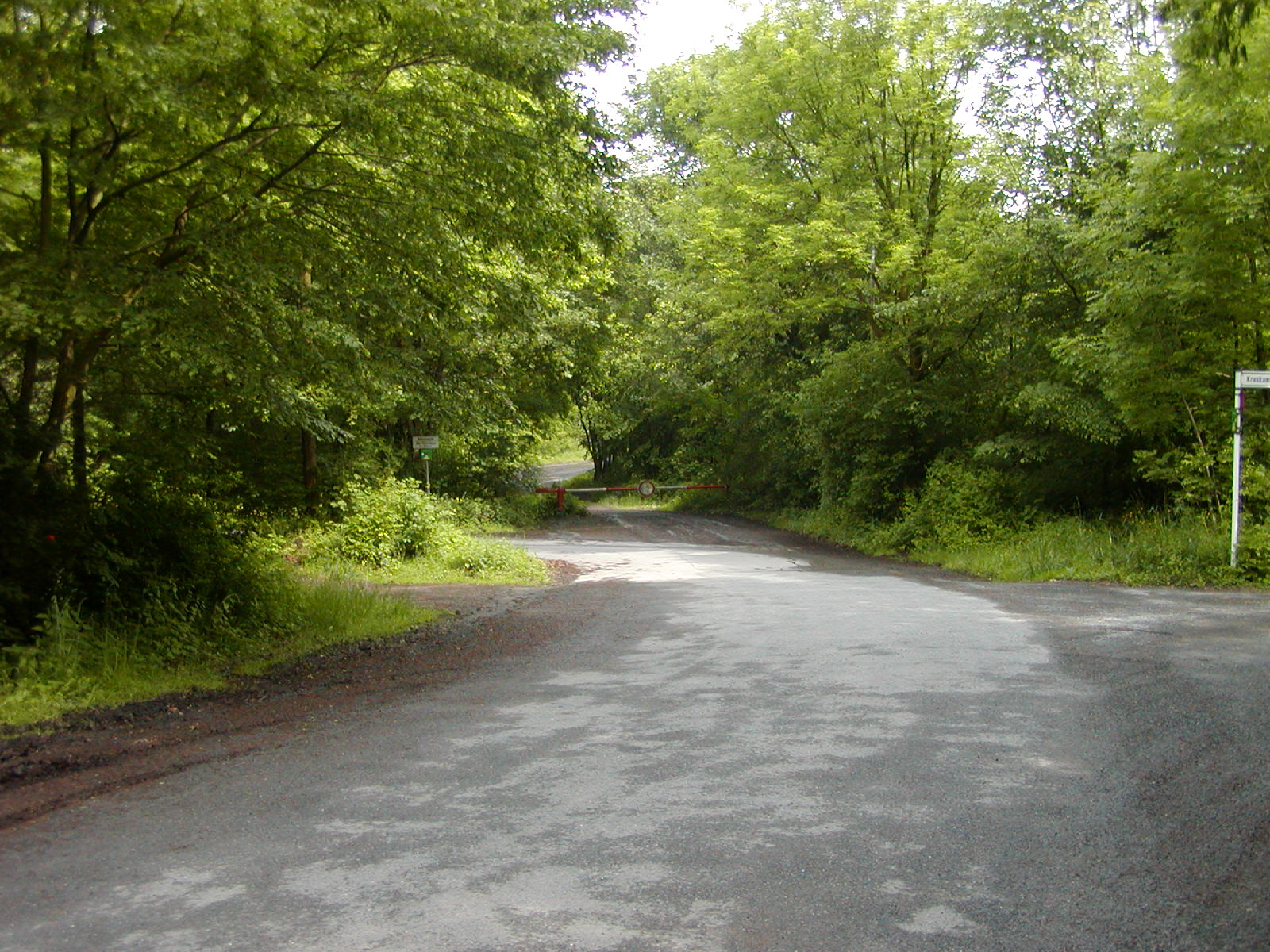
Ehem. Todeskurve bei Grasshoff
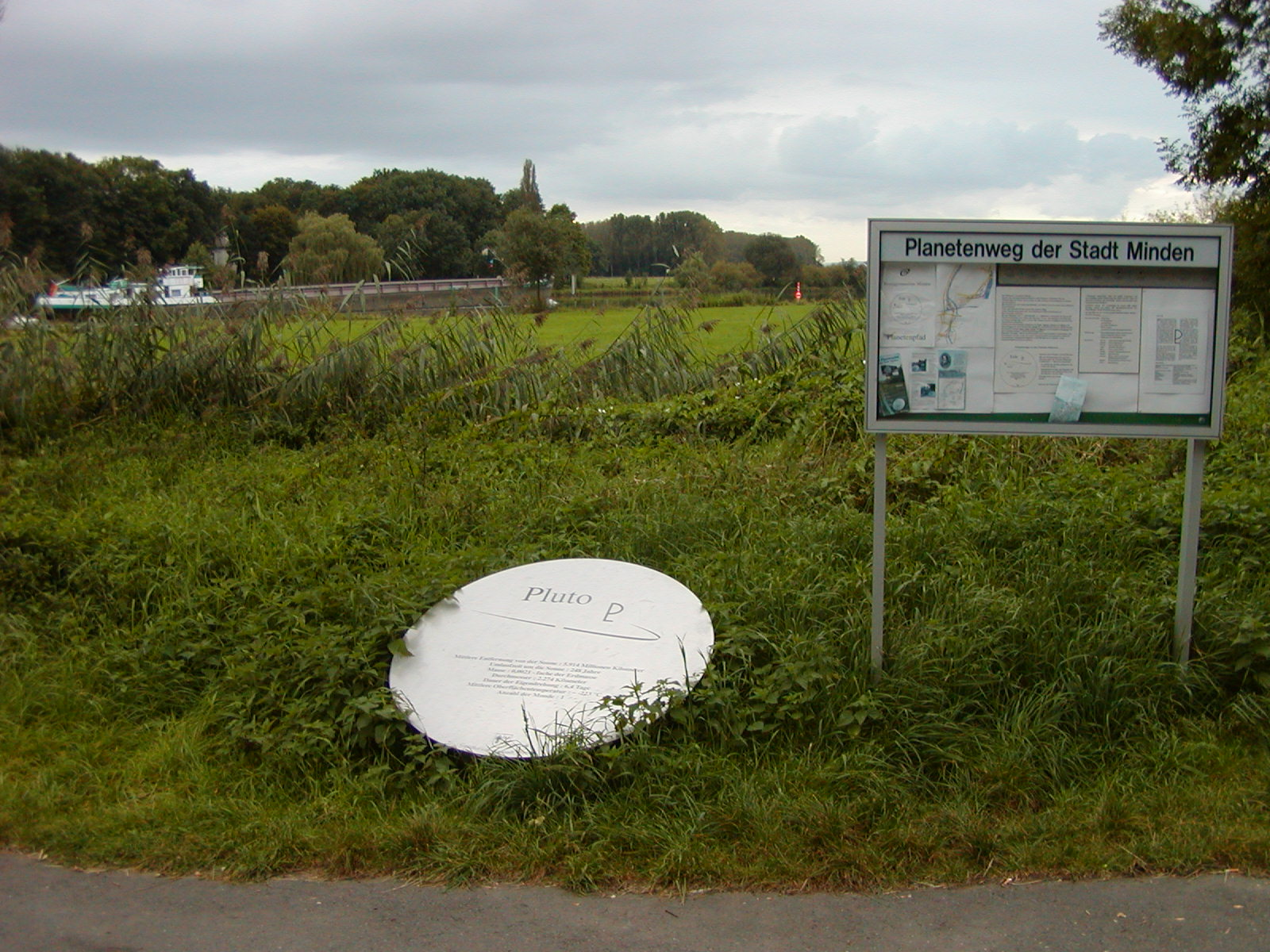
Ende des Planetenweges bei Grasshoff
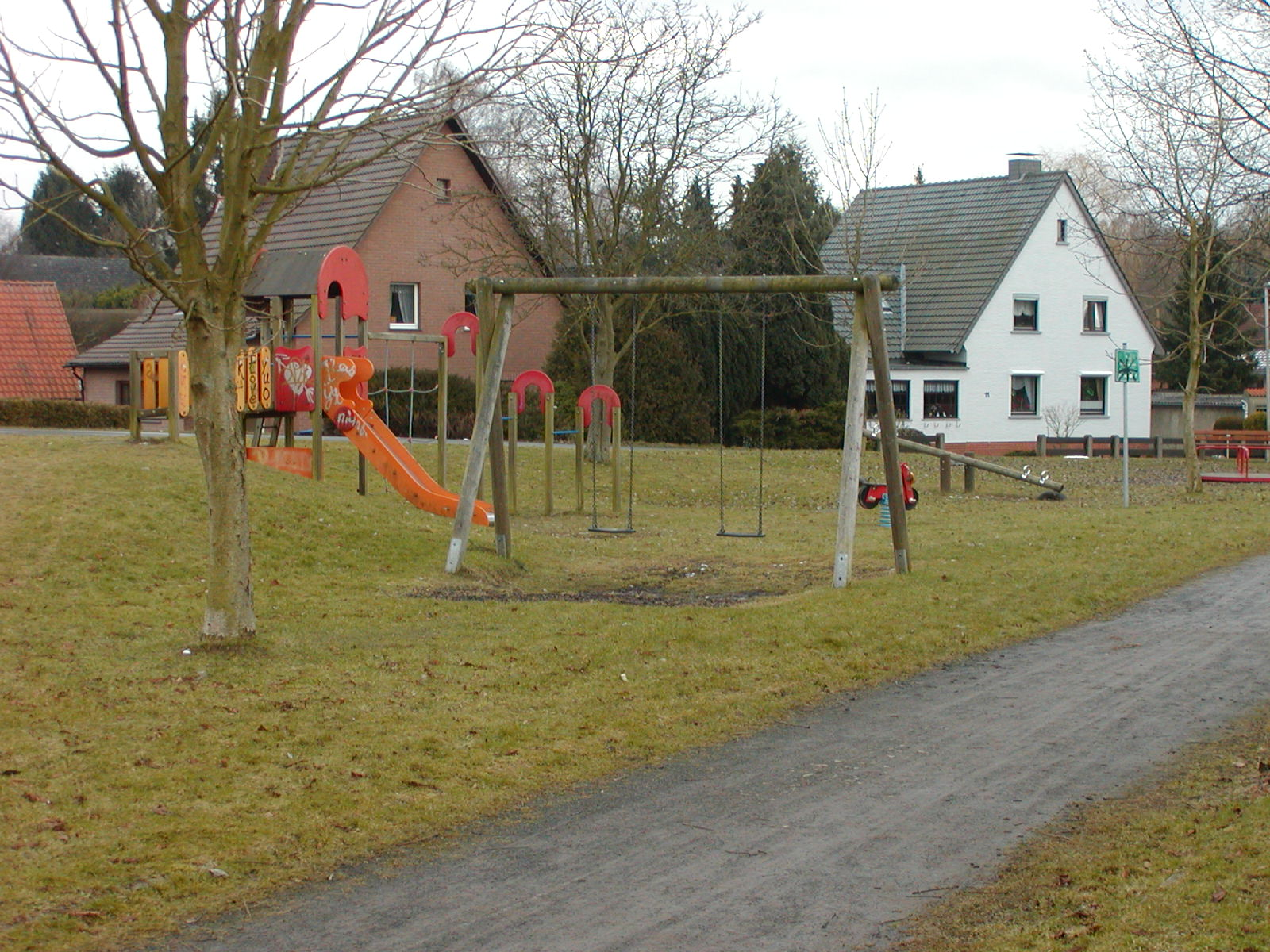
Spielplatz an der Sandgrube
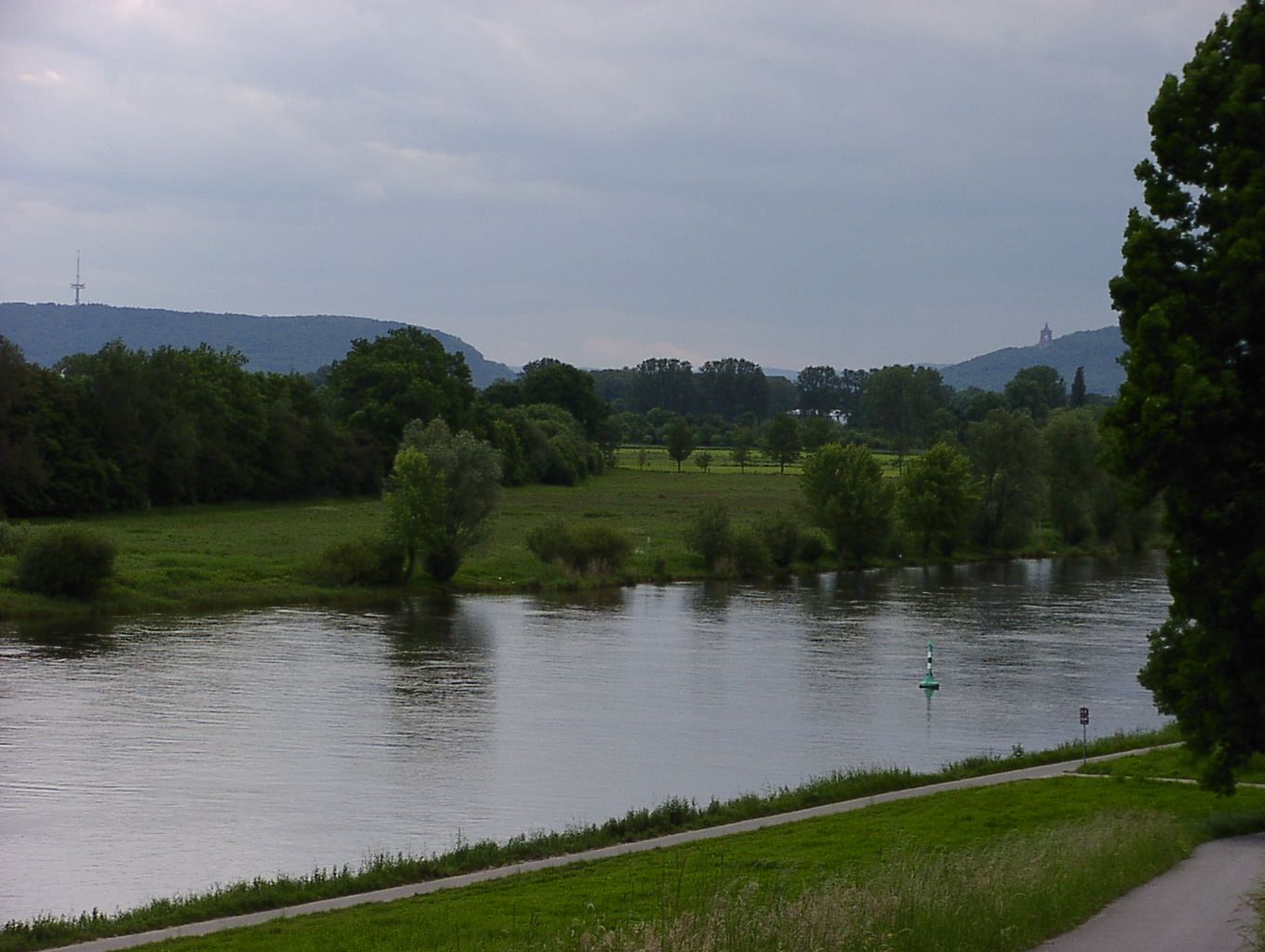
Blick von Valentinsmühle auf die Porta Westfalica
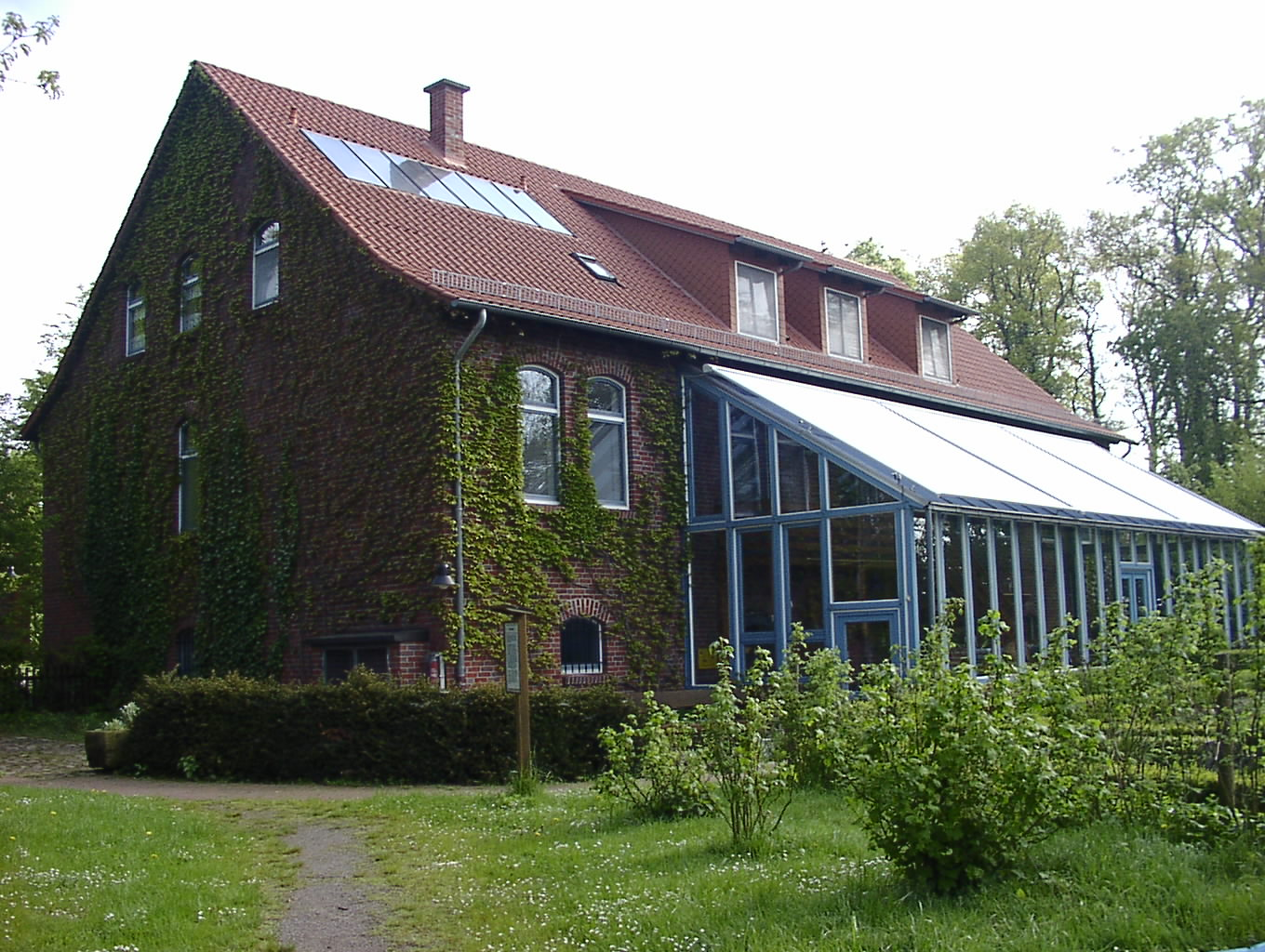
Biologische Station
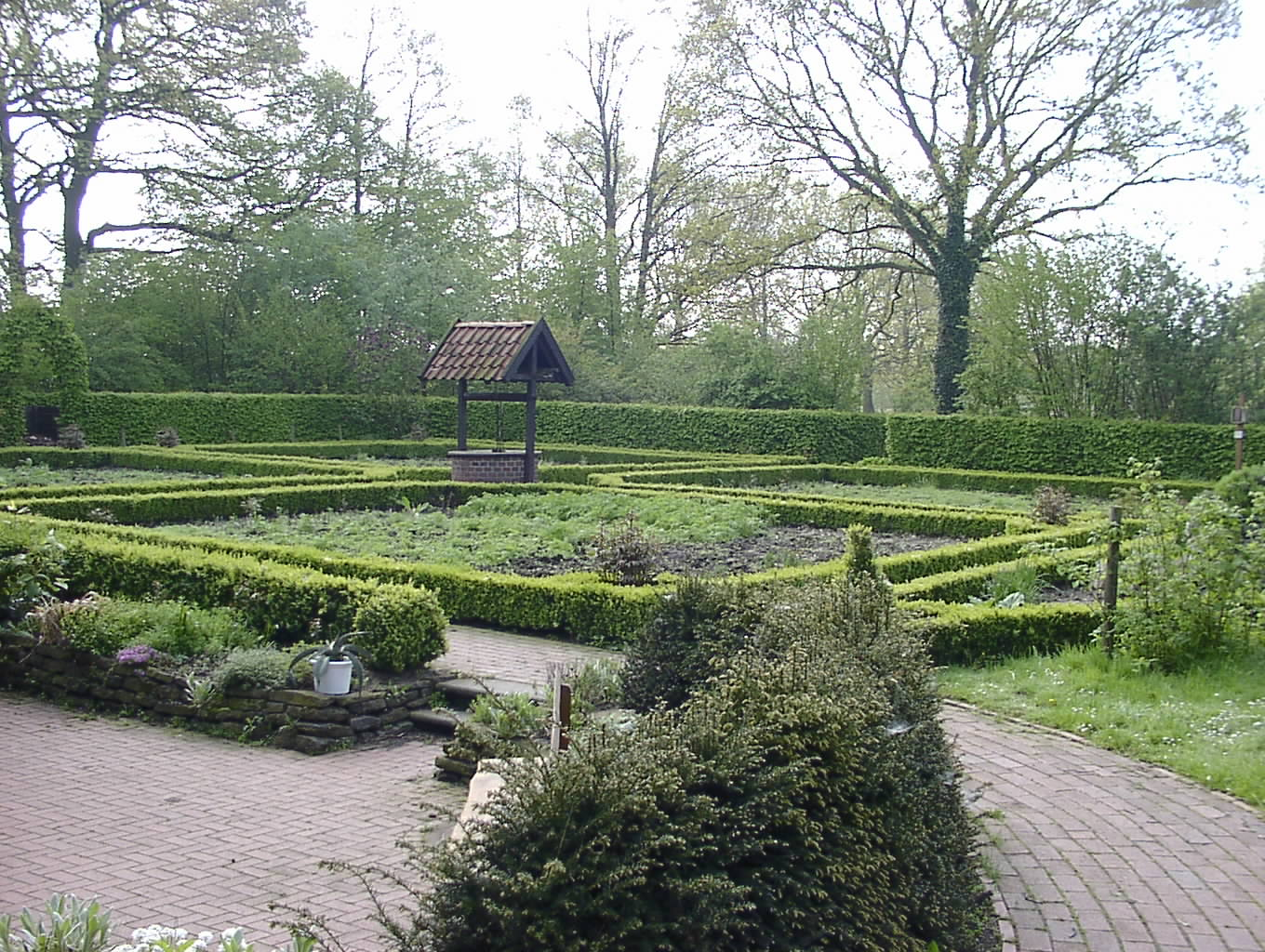
Garten der Biologischen Station